# أبو عبيدة بن الجراح
أبو عبيدة عامر بن عبد الله بن الجراح الفهري القرشي (40 ق هـ/584م - 18هـ/639م) صحابي وقائد مسلم، وأحد العشرة المبشرين بالجنة، ومن السابقين الأولين إلى الإسلام، لقَّبَهُ النّبيُّ محمدٌ بأمين الأمة حيث قال: «إن لكل أمّة أميناً، وإن أميننا أيتها الأمة: أبو عبيدة بن الجراح». وقال له أبو بكر الصديق يوم سقيفة بني ساعدة: «قد رضيت لكم أحد هذين الرجلين: عمر بن الخطاب، وأبا عبيدة بن الجراح».
أسلم أبو عبيدة في مرحلة مبكرة من الدعوة الإسلامية، وهاجر إلى الحبشة ثم إلى المدينة المنورة، وشهد مع النبي محمد غزوة بدر والمشاهد كلها، وكان من الذين ثبتوا في ميدان المعركة عندما بُوغت المسلمون بهجوم المشركين يوم أُحُد. وفي عهد أبي بكر الصديق، كان أبو عبيدة أحد القادة الأربعة الذين عيَّنهم أبو بكر لفتح بلاد الشام، ثم أمر أبو بكر خالداً بنَ الوليد أن يسير من العراق إلى الشام لقيادة الجيوش الإسلامية فيها، فلما ولي عمر بن الخطاب الخلافةَ عَزَلَ خالداً بنَ الوليد، واستعمل أبا عبيدة، فقال خالد: «وَلِيَ عليكم أمينُ هذه الأمة»، وقد نجح أبو عبيدة في فتح دمشق وغيرِها من مُدُنِ الشامِ وقُراها. وفي عام 18هـ الموافق 639م توفي أبو عبيدة بسبب طاعون عمواس في غور الأردن ودُفن فيه.

## اسمه ونسبه
- هو: عامر بن عبد الله بن الجراح بن هلال بن أُهَيْب بن ضبَّة بن الحارث بن فهر بن مالك بن النضر بن كنانة بن خُزيمة بن مُدركة بن إلياس بن مُضر بن نزار بن مَعَدّ بن عدنان. ويقفون في نسبته عند فهر فيقولون «الفهري»، وقيل: إن فهر هو قريش، وأول مَن تلقَّب بقريش. وقد اشتُهر بكنيته والنسبة إلى جده، فيقال: أبو عُبيدة بن الجرَّاح. وهو يجتمع مع النبي محمد عند فهر بن مالك، فالنبي من أولاد غالب بن فهر، وأبو عبيدة من أولاد الحارث بن فهر.[6]
- أبوه: عبد الله بن الجراح، لا يُعرف، ولم يُذكر إلا في قصته مع ابنه أبي عبيدة يوم بدر، وفي كتب الأنساب اضطراب في سَوق نسب أبي عبيدة، قال ابن حجر في الإصابة: أبو عبيدة بن الجراح، مشهور بكنيته وبالنسبة إلى جده، ومنهم من لم يذكر بين عامر والجراح «عبد الله» وبذلك جزم مصعب الزبيري في «نسب قريش»، والأكثر على إثباته.[7][8]
- أمه: أُميمة بنت غَنْم بن جابر، وفي «جمهرة أنساب العرب» لابن حزم الأندلسي: أميمة بنت عثمان بن جابر بن عبد العزى بن عامرة بن عميرة بن وديعة بن الحارث بن فهر،[9] ونقل ابن حجر عن خليفة أن أم أبي عبيدة أدركت الإسلام وأسلمت.[10]

ولم تذكر المصادر التاريخية شيئاً عن نشاط أبي عبيدة في الجاهلية، فبدأ تأريخ حياته يوم إسلامه. ونقل ابن هشام وغيره أنه «أسلم قبل أن يدخل رسول الله ﷺ دار الأرقم ابن أبي الأرقم».

## إسلامه

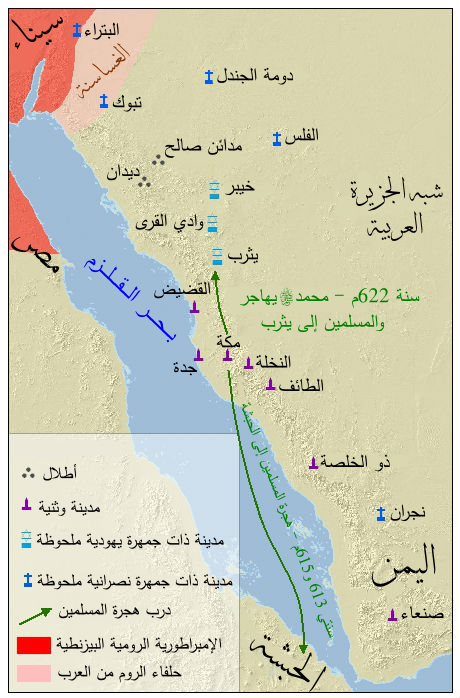
هاجر أبو عبيدة مرتين: مرة إلى الحبشة ومرة إلى المدينة المنورة.

لا يُعرف ترتيب أبي عبيدة بين السابقين إلى الإسلام، ولكن ابن هشام في السيرة ذكره في عُصبة أسلمت بعد ثمانية نفر سبقوا إلى الإسلام، والأرجح أنهم لم يُسلموا في يوم واحد، بل أسلموا متفرّقين في أيام، وكان ترتيبهم بأجمعهم بعد الثمانية السابقين، وقبل مَن ذُكر بعدَهم.
ويُعد أبو عبيدة من السابقين الأولين إلى الإسلام، فهو ممن التقاهم النبيُّ محمدٌ في دار الأرقم قبل أن يبلغ المسلمون أربعين رجلاً، وهو صاحبُ النبي من أول الدعوة، وحفظ القرآن منذ تباشير فجره الأولى، وأوذي في سبيل الله فصبر، ونقل ابن سعد أنه هاجر إلى أرض الحبشة الهجرة الثانية في رواية محمد بن إسحاق ومحمد بن عمر، ولم يذكره موسى بن عُقبة. وقال الذهبي: «إن كان هاجَرَ إلى الحبشة فإنه لم يُطل بها اللَّبث».

### هجرته إلى المدينة
هاجر أبو عبيدة من مكة إلى المدينة المنورة، فنزل على كلثوم بن الهدم الأوسي، وبعد وصول النبي محمد إلى دار الهجرة، آخى بين المهاجرين والأنصار، وقد روى مسلم في الصحيح عن أنس بن مالك: أن رسول الله ﷺ آخى بين أبي عبيدة بن الجراح وبين أبي طلحة (زيد بن سهل بن الأسود الخزرجي). ونقل ابن سعد في الطبقات «أن رسول الله ﷺ آخى بين أبي عبيدة بن الجراح وسالم مولى أبي حُذيفة». وقيل «أن رسول الله ﷺ آخى بين أبي عبيدة وبين سعد بن معاذ».

## في العهد النبوي

### غزوة بدر

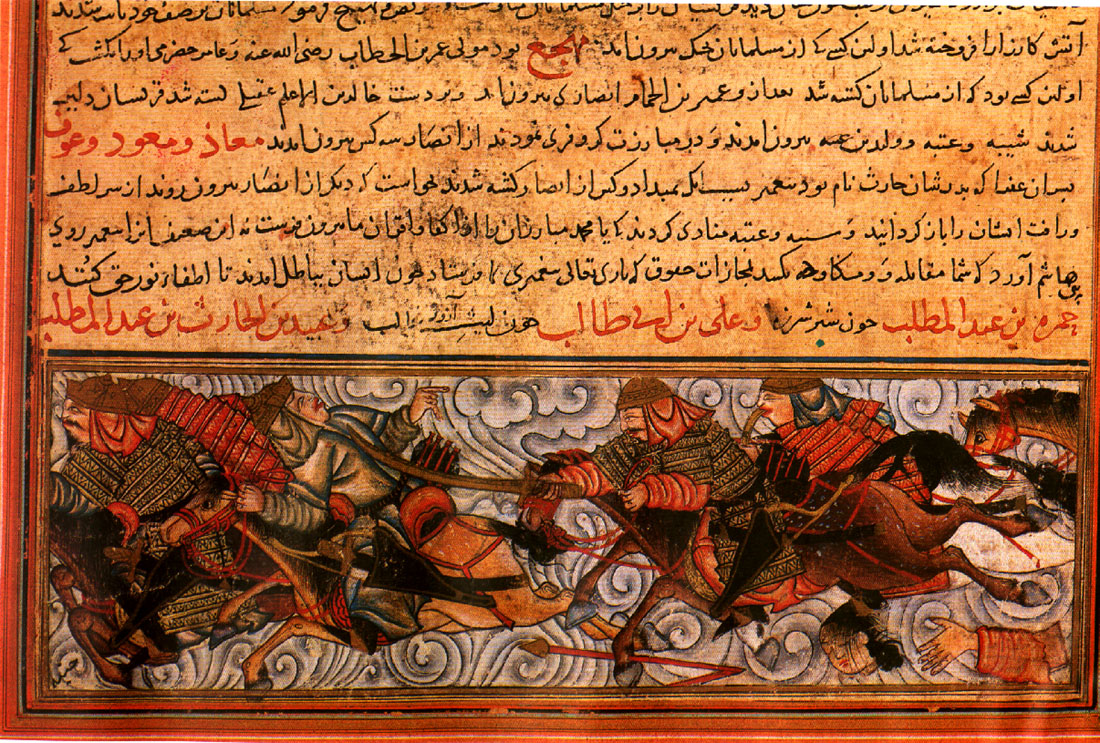
رسم فارسي يصور غزوة بدر.

من المتفق عليه أن أبا عبيدة حضر غزوة بدر الكبرى التي وقعت في 17 رمضان 2هـ الموافق 13 مارس (آذار) 624م، وأبلى مع غيره من المهاجرين والأنصار بلاءً حسناً. وقد تناقلت كتب المغازي والتاريخ والتفسير أن أبا عبيدة قتل أباه يوم بدر كافراً، فقد نُقل الخبر في تاريخ دمشق، قال: «وأخرج الحافظ من طريق البيهقي عن عبد الله بن شوذب». وقال ابن حجر في الإصابة: «وهو فيما أخرجه الطبراني عن عبد الله بن شوذب». وقال السيوطي في «أسباب النزول»: «وأخرج ابن أبي حاتم عن ابن شوذب قال: نزلت هذه الآية في أبي عبيدة حين قتل أباه يوم بدر: ﴿لَّا تَجِدُ قَوْمًا يُؤْمِنُونَ بِاللَّهِ وَالْيَوْمِ الْآخِرِ يُوَادُّونَ مَنْ حَادَّ اللَّهَ وَرَسُولَهُ﴾ المجادلة: 22». وأخرجه الحاكم من طريق ضمرة بن ربيعة الفلسطيني عن عبد الله بن شوذب.
وقال آخرون: إن أبا عبيدة لم يقتل أباه يوم بدر، وليس في هذا خبر صحيح أو حسن أو ضعيف، وهذا الخبر لا يصح سنداً ولا متناً، أما السند فهو معضل، لأن عبد الله بن شوذب بعيد جداً عن زمن الحدث، وهو رجل خراساني بصري شامي، لم يرحل إلى المدينة منبت الأخبار التي حصلت في العصر النبوي. ولا يصح متناً؛ لأن ابن عساكر نقل عن المفضل بن غسان أن الواقدي كان ينكر أن يكون أبو أبي عبيدة أدرك الإسلام، وينكر قول أهل الشام إن أبا عبيدة لقي أباه في زحف فقتله، وقال: «سألتُ رجالاً من بني فهر، منهم زفر بن محمد وغيره، فقال: توفي أبوه قبل الإسلام».

### غزوة أحد

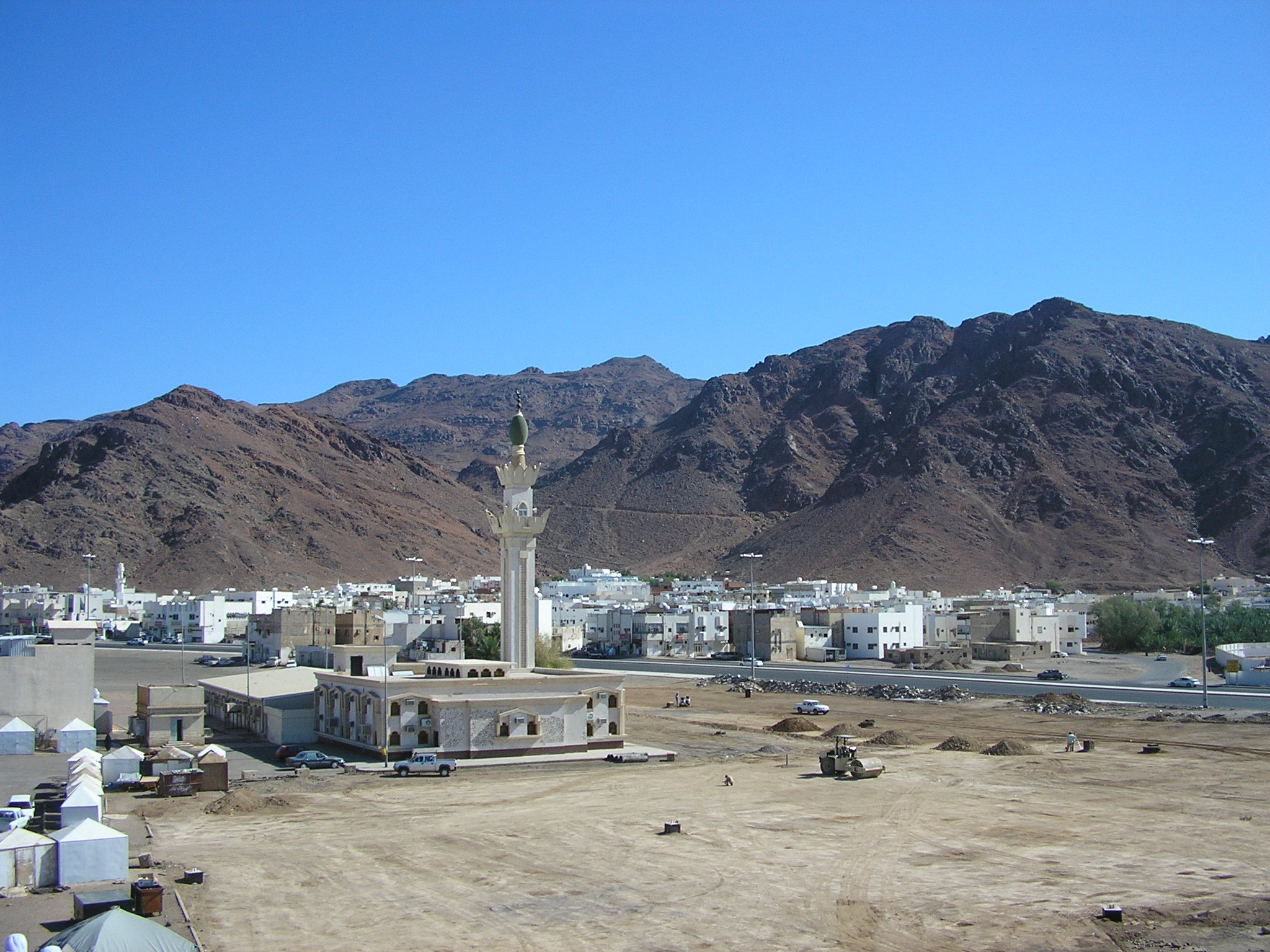
صورة حديثة لجبل أحد الذي دارت عنده غزوة أحد سنة 3 هـ.

ثبت تاريخياً أن أبا عبيدة حضر غزوة أحد التي وقعت في 7 شوال 3 هـ الموافق 23 مارس 625م، وأنه كان من الذين ثبتوا في ميدان المعركة عندما بُوغت المسلمون بهجوم المشركين، وأنه كان من المدافعين عن النبي محمد. ويُذكر أنه نزع يوم أحد الحلقتين اللتين دخلتا من المغفر في وجنة النبي بثنيتيه، فانقلعت ثنيتاه، فحسن ثغره بذهابهما.
وقصة وقوع ثنيتي أبي عبيدة روتها السيدة عائشة: سمعتُ أبا بكر يقول: «لما كان يومُ أحد، ورُمِيَ رسولُ الله ﷺ في وجهه حتى دخلت في أجنتيه (وجنتيه) حلقتان من المغفر، فأقبلتُ أسعى إلى رسول الله ﷺ وإنسان قد أقبل من قِبَلِ المشرق يطير طيراناً، فقلت: اللهم اجعله طاعة أو "طلحة" حتى توافينا إلى رسول الله، فإذا أبو عبيدة بن الجراح قد بدرني فقال: أسألك بالله يا أبا بكر إلا تركتني فأنزعه من وجنة رسول الله ﷺ، قال أبو بكر: فتركتُه، فأخذ أبو عبيدة بثنيةٍ إحدى حلقتي المغفر فنزعها، وسقط على ظهره، وسقطت ثنية أبي عبيدة، ثم أخذ الحلقة الأخرى بثنيته الأخرى، فسقطت، فكان أبو عبيدة في الناس أثرم (أهتم: وهو الذي انكسرت ثناياه من أصولها)».

### سرية أبي عبيدة بن الجراح
بعث النبي محمد أبا عبيدة بن الجراح في أربعين رجلا إلى ذي القصة في شهر ربيع الآخر سنة 6هـ الموافق لشهر أغسطس (آب) 627م. وسبب السرية هو أنه قد بلغه أن بعض القبائل يريدون أن يُغيروا على سرح المدينة وهو يرعى يومئذ بمحل بينه وبين المدينة سبعة أميال، فصلَّوا المغرب، ومشوا ليلتهم حتى وافوا ذا القصة مع عماية الصبح، فأغاروا عليهم، فأعجزوهم هرباً في الجبال، وأسروا رجلاً واحداً، وأخذوا نعماً من نعمهم ورثة، أي ثياباً خَلِقةً من متاعهم، وقدموا بذلك إلى المدينة، فخمسه النبي محمد، وأسلم الرجل، فتركه.

### سرية ذات السلاسل
وقعت سرية عمرو بن العاص أو ذات السلاسل في شهر جمادى الآخرة سنة 8هـ الموافق لشهر سبتمبر (أيلول) 629م. روى الإمام أحمد في المسند عن عامر الشعبي: بعث رسول الله ﷺ جيش ذات السلاسل، فاستعمل أبا عبيدة على المهاجرين، واستعمل عمرو بن العاص على الأعراب، فقال لهما: «تطاوعا». قال: وكانوا يؤمرون أن يغيروا على بكر، فانطلق عمرو فأغار على قضاعة، لأن بكراً أخواله، فانطلق المغيرة بن شعبة إلى أبي عبيدة فقال: «إن رسول الله استعملك علينا وإن ابن فلان قد ارتبع أمر القوم، وليس لك معه أمر»، فقال أبو عبيدة: «إن رسول الله أمرنا أن نتطاوع، فأنا أطيع رسول الله وإن عصاه عمرو».
ورواية ابن سعد تعطي تفسيراً آخر للغزوة، قال: بلغ رسول الله ﷺ أن جمعاً من قضاعة تجمّعوا يُريدون أن يَدنوا إلى أطراف المدينة النبوية، فدعا عمرو بن العاص فعقد له لواءً، وبعث معه ثلاثمئة من سراة المهاجرين والأنصار، وأمره أن يستعين بمن يمرُّ به من بلي وعذرة وبلقين، فلما قرب من القوم بلغه أن لهم جمعاً كثيراً، فبعث إلى رسول الله ﷺ يستمدّه، فبعث إليه أبا عبيدة بن الجراح في مئتين، وبعث معه سراة المهاجرين والأنصار فيهم أبو بكر وعمر، وأمره أن يلحق بعمرو وأن يكونا جميعاً ولا يختلفا، فلحق بعمرو، فأراد أبو عبيدة أن يؤم الناس فقال عمرو: «إنما قدمت عليَّ مدداً وأنا الأمير»، فأطاع له بذلك أبو عبيدة وكان عمرو يصلي بالناس.

### سرية الخَبَط
أرسل النبيُّ محمدٌ سريةَ الخبط في شهر رجب سنة 8 هـ الموافق لشهر أكتوبر 629م، وجعل أميرَها أبا عبيدة بن الجراح. فعن جابر بن عبد الله: بعث رسول الله ﷺ بعثاً نحو الساحل، وأمّر عليهم أبا عبيدة بن الجراح، وهم ثلثمائة، فلما كانوا ببعض الطريق فَنِيَ الزاد، فأمر أبو عُبيدة بأزواد الجيش فجمعها، قال جابر: فكان يقوتنا كلَّ يوم قليلاً قليلاً حتى فني، فلم يكن يصيبنا إلا تمرةٌ تمرة. قال الذي سمع من جابر: «ما تغني عنكم تمرة؟»، قال جابر: «كنا نمصُّها كما يمصُّ الصبيُّ الثدي ثم نشرب عليها الماء، فتكفينا يومنا إلى الليل»... قال جابر: لقد وجدنا فقدها حين فَنِيَت، فأصابنا جوع شديد حتى أكلنا الخَبَط، فسمي ذلك الجيش جيش الخبط. قال: ثم انتهينا إلى البحر، فإذا حُوت مثل الظَّرب (الجبل الصغير) فأكلنا منه نصف شهر وادَّهنا من ودكه حتى ثابت إلينا أجسامنا، فأخذ أبو عبيدة ثلاثة عشر رجلاً فأقعدهم في وقب عينه (يريد بيان كبر حجم هذا الحوت)، فلمّا قدمنا المدينة ذكرنا ذلك للنبي ﷺ فقال: «كلوا رزقاً أخرجه الله، أطعمونا إن كان معكم»، فأتاه بعضهم بعضوٍ فأكله، وكانوا قد صنعوا منه قديداً وحملوه معهم.
يُستفاد من هذه القصة أن أبا عبيدة كان يُؤمَّر على السرايا في العهد النبوي، وهذا يدل على ظهور نبوغه العسكري والإداري في عهد النبي محمد.

## في يوم سقيفة بني ساعدة
كان لأبي عبيدة بنِ الجراح تأثيرٌ في يوم سقيفة بني ساعدة، وقصة يوم سقيفة بني ساعدة كما رواها البخاري في كتاب فضائل الصحابة: قالت السيدة عائشة:
وفي قصة يوم السقيفة شاهدان لهما مدلولات على شخصية أبي عبيدة بن الجراح: الأول: ذهاب أبي عبيدة بصحبة أبي بكر وعمر إلى سقيفة بني ساعدة عندما عَلِم بخبر اجتماع الأنصار لتأمير أحدهم. الثاني: قول أبي بكر «بايعوا عمر أو أبا عبيدة»، وهذا يدل على أنه كان أهلاً للخلافة، في منزلة أبي بكر وعمر، مع العلم أن أبا عبيدة لم يكن من علياء قريش، ولكنه حصل على الكفاءة بخدمته الجليلة في الإسلام، وبتفرّده وتفوّقه في مناقب القيادة، حتى وصفه النبي محمد بأنه «أمين هذه الأمة». وقد أخرج مسلم عن أبي مليكة قال: سألتُ عائشة: «مَن كان رسول الله ﷺ مستخلفاً لو استخلفه؟»، قالت: «أبو بكر»، فقيل لها: «ثم مَن بعد أبي بكر؟»، قالت: «عمر»، ثم قيل لها: «مَن بعد عمر؟»، قالت: «أبو عبيدة بن الجراح» ثم انتهت إلى هذا. ورُوي أن عمر بن الخطاب قال: «لو كان أبو عبيدة بن الجراح حياً لاستخلفته، فإن سألني ربي عنه قلت: استخلفت أمين الله وأمين رسوله».

## في عهد أبي بكر الصديق
امتزجت ترجمة أبي عبيدة بن الجراح بتاريخ فتح الشام، ويُذكر عادةً من مناقبه بعد وصفه بأنه أمين الأمة، أنه فاتح الديار الشامية.

### قيادة جيوش فتح الشام

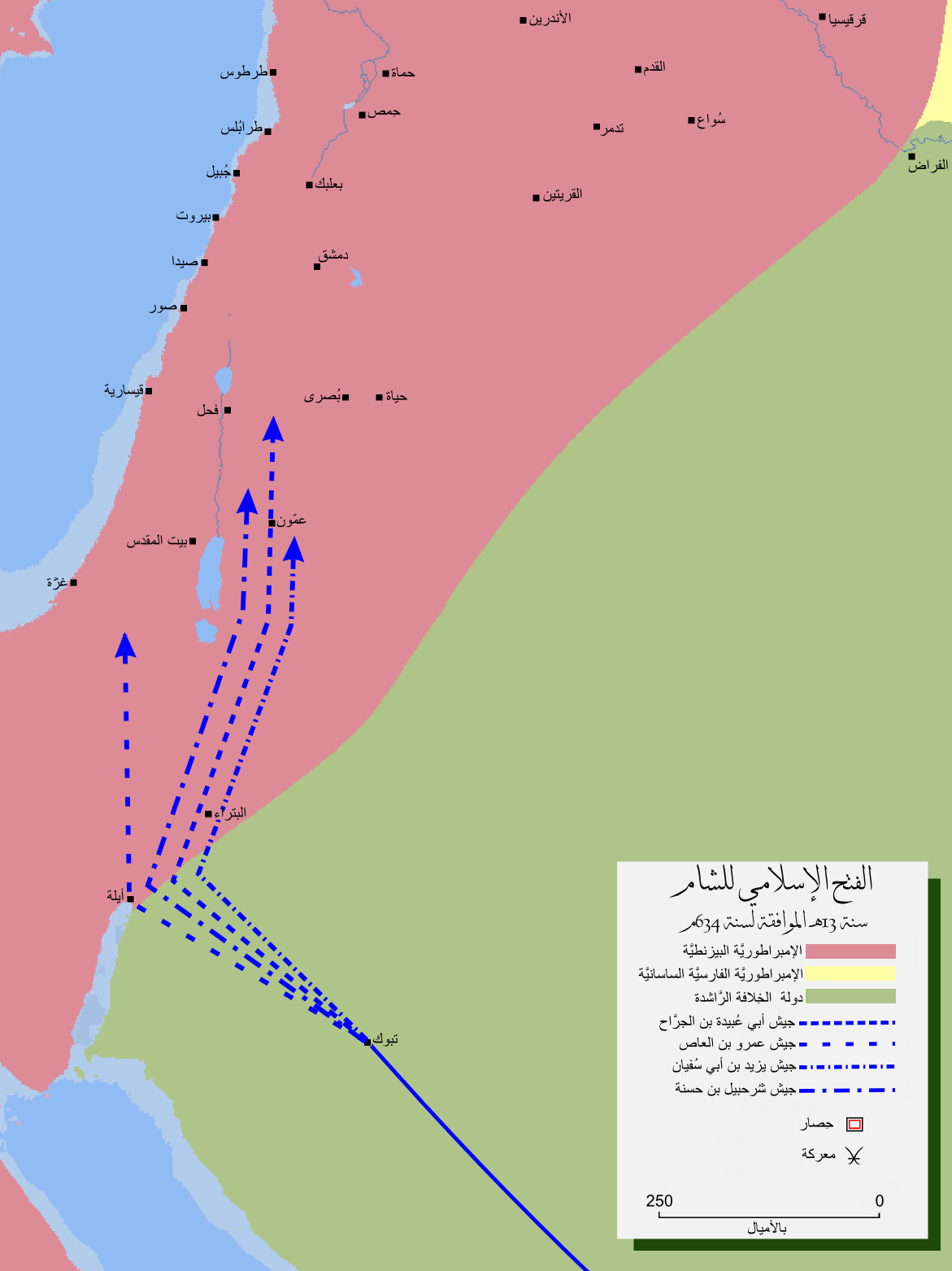
خارطة تُظهرُ مسير الجُيوش الإسلاميَّة لِفتح الشَّام.

بعد أن اتخذ أبو بكر القرار بفتح الشام وإرسال الجيوش لمحاربة الروم، أرسل إلى أربعة من الصحابة هم: أبو عبيدة بن الجراح، ومعاذ بن جبل، وشرحبيل بن حسنة، ويزيد بن أبي سفيان، فجاؤوا إليه، فقال لهم: «إني باعثكم في هذا الوجه (الشام) ومؤمِّركم على هذه الجنود، وأنا موجّه مع كل رجل منكم من الرجال ما قدرتُ عليه، فإذا قدمتم البلد ولقيتم الجنود واجتمعتم على قتالهم، فأميركم أبو عبيدة بن الجراح، وإن لم يلقكم أبو عبيدة وجمعَتْكم حربٌ فأميركم يزيد بن أبي سفيان»، فتجهّز الأمراء لهذه المهمة، وراح المسلمون يسعون إلى المعسكر فينضمون إليه، العشر والعشرون والثلاثون إلى المئة في كل يوم، حتى اجتمع منهم جمعٌ.
- لواء يزيد بن أبي سفيان: بعد أن ازدحم معسكر الجيش بالقادمين للانضمام إلى جيش فتح الشام، عقد أبو بكر أولاً لواءً ليزيد بن أبي سفيان في شهر رجب سنة 12هـ الموافق 633م. ويتراوح جيش يزيد ما بين ثلاثة آلاف إلى ستة آلاف، لاختلاف الأقوال في عدده، وقد سار متجهاً إلى الشام عن طريق تبوك، واستقر في البلقاء.[41]
- لواء شرحبيل بن حسنة: خرج في 27 رجب سنة 12 هـ الموافق 7 أكتوبر 633م في جمع من المجاهدين، وسلك الطريق نفسها التي سلكها يزيد.[41]
- لواء أبي عبيدة بن الجراح: ودّع شرحبيل أبا بكر وسار في جيشه إلى الشام، وبقي معظمُ الجند مع أبي عبيدة بن الجراح بالمعسكر، يَؤمُّهم أبو عبيدة في الصلاة، وينتظرون أمْرَ أبي بكر بالمسير، وكان أبو بكر ينتظر قدومَ مَن استنفر من المسلمين حتى يشحن بهم أرض الشام، وكانت وفود المسلمين تتوافد تباعاً إلى المدينة، أكثرهم من اليمن. وبعد اكتمال العدد والعدة اللازمتين للقاء الروم، ودَّع أبو بكر أبا عبيدة في السابع من شعبان سنة 12هـ الموافق 17 أكتوبر (تشرين الأول) 633م، وقال أبو بكر يوصيه:

| أبو عبيدة بن الجراح | اسمع سماعَ مَن يُريد أن يَفهم ما قِيلَ له ثم يَعملَ بما أُمِرَ به... إنك تخرج في أشراف الناس وبيوتات العرب وصلحاء المسلمين وفرسان الجاهلية، كانوا يقاتلون إذ ذاك على الحميّة وهم اليوم يقاتلون على الحِسبة والنيّة الحسنة... أحسَنْ صُحبةَ مَن صَحِبَك، ولْيَكنِ الناسُ عندَكم في الحق سواءً، واستعن بالله، وكفى بالله معيناً... | أبو عبيدة بن الجراح |

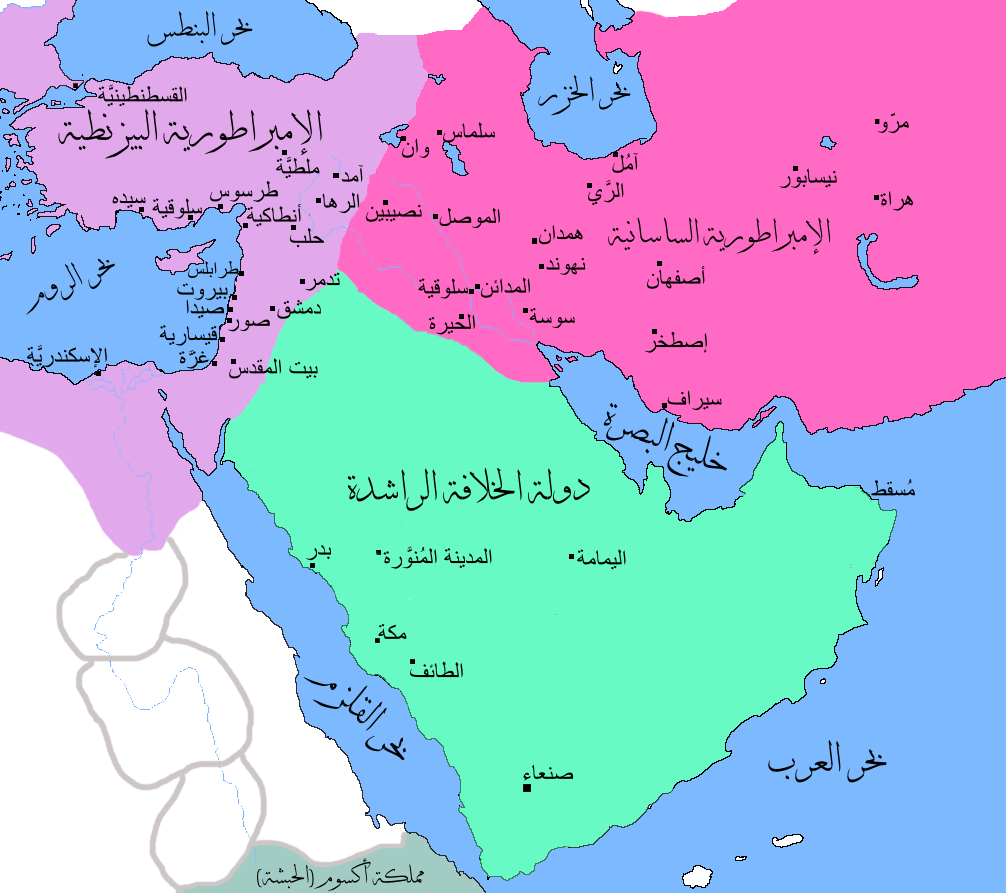
خارطة تُظهرُ الحُدود المُتاخمة لِدولة الخِلافة الرَّاشدة، والإمبراطوريَّة الروميَّة البيزنطيَّة، والإمبراطوريَّة الفارسيَّة الساسانيَّة بعد انتهاء حُرُوبُ الرِّدَّة وقُبيل انطلاق الفُتوح الإسلاميَّة خارج شبه الجزيرة العربيَّة.

سار أبو عبيدة من المدينة حتى مرَّ بوادي القرى، ثم طلع إلى الحِجر (وهي مدائن صالح) ثم إلى ذات المنار، ثم إلى زيزا، ومنها سار إلى مآب، فتصدَّت له قوة من الروم التحم بهم المسلمون، حتى أدخلوهم مدينتهم وحاصروهم فيها، فطلب أهل مآب الصلح فكانت أول مدن الشام يُصالح أهلُها المسلمين، ثم سار أبو عبيدة إلى الجابية، ودنا منها.
وبلغت أخبارُ هذه التحركات إلى هرقل ملك الروم وهو بفلسطين، ثم خرج هرقل من فلسطين، واتجه إلى أنطاكية بأقصى بلاد الشام واتخذها مقرّاً، وبعث إلى الروم يطلب حشودهم، فجاءته منهم أعدادٌ غفيرةٌ، وبلغت أخبارُ حشود الروم أبا عبيدة، فكتب إلى أبي بكر في منتصف رمضان سنة 12هـ: «فإنه بلغني أن هرقل ملك الروم نزل قرية من قرى الشام تُدعى أنطاكية، وأنه بعث إلى أهل مملكته فحشرهم إليه، وأنهم نفروا إليه على الصعب والذلول، وقد أحببت أن أُعْلِمَكَ ذلك فترى فيه رأيك»، فأجابه أبو بكر: «أما بعدُ فقد بلغني كتابُك... فأما منزلُ هرقل بأنطاكية فهزيمة له ولأصحابه... وأما حَشرُه لكم أهلَ مملكته... فإنّ ذلك ما قد كُنّا وكنتم تعلمون أنه سيكون منهم، وما كان قوم ليَدَعوا مَلِكَهم ويَخرجوا بغير قتال... فالقَهُم بجندك ولا تستوحش فإن الله معك، وأنا مع ذلك ممدُّكَ بالرجال حتى تكتفي». وفي السادس من شوال سنة 12هـ كتب أبو عبيدة إلى أبي بكر: «إن عيوني من أنباط الشام أخبروني أن أوائل أمداد ملك الروم قد وصلوا إليه، وأن أهل مدائن الشام بعثوا رسلهم إليه يستمدّونه، وأنه كتب إليهم أن أهل مدينة من مدائنكم أكثر ممن قدم عليكم من العرب، فانهضوا إليهم فقاتلوهم فإنّ مددي يأتيكم من ورائكم. فهذا ما بلغني عنهم، وأنفُس المسلمين راضية بقتالهم».
- لواء هاشم بن عتبة بن أبي وقاص: في 28 شوال سنة 12هـ الموافق 5 يناير (كانون الثاني) 634م، دعا أبو بكر هاشم بن عتبة بن أبي وقاص، وطلب منه أن يسير بمن تبعه من المسلمين للانضمام إلى جند فتح الشام، وخطب في الناس يحضهم على الجهاد والالتحاق بجند الشام، فخرج هاشم إلى أبي عبيدة بمن معه من الجند في 21 ذي القعدة سنة 12هـ الموافق 27 يناير (كانون الثاني) 634م، فتباشر المسلمون بمَقدِمِه وسُرُّوا به.[41]
- لواء عمرو بن العاص: وتتابعت بعد ذلك الإمدادات، كلما اجتمع في المدينة عدد من الجند بعثهم أبو بكر لينضموا إلى واحد من الجيوش التي استقرّت في الشام، وكان آخرهم جيش عمرو بن العاص. فصار للمسلمين أربعة جيوش في الشام: جيش أبي عبيدة، وجيش يزيد بن أبي سفيان، وجيش شرحبيل بن حسنة، وجيش عمرو بن العاص، وكانت قيادتهم العامة لأبي عبيدة بن الجراح.[41] وخصَّ أبو بكر كلَّ جيش بقطاع من أرض الشام: فأبو عبيدة لحمص، ويزيد لدمشق، وشرحبيل للأردن، وعمرو لفلسطين.[هامش 2]

### معركة داثن
وقعت في سنة 13هـ الموافق 634م، وهي أول معركة صغيرة في تاريخ فتح الشام بعد مؤتة وسرية أسامة بن زيد، وقد بدأت في وادي عربة وانتهت في داثن، فبعد أن نزل يزيد بن أبي سفيان البلقاء، ونزل شرحبيل بن حسنة نواحي بصرى، ونزل أبو عبيدة الجابية، دفع الروم بثلاثة آلاف مقاتل إلى وادي عربة من غور فلسطين جنوب البحر الميت، وهذه القوة تهدد جيوش المسلمين التي تقدمت على الطريق الشرقي التي رابطت على امتداده حتى جنوب دمشق بنحو خمسين كيلاً عند الجابية، فهي قوة تأتيهم من خلفهم وفي استطاعتها قطع طريق الإمداد من المدينة والجزيرة العربية، مع وجود قوة رومية أخرى في بُصرى.
وقد درات المرحلة الأولى من المعركة في وادي عربة في مكان يسمى «الغَمْر»، ولما انهزم الروم تبعهم المسلمون إلى مكان يسمى «الدُّبيَّة» على بُعد عشرة أميال للجنوب الشرقي من مدينة رفح، ومنها هرب الروم إلى داثن، فلحق بهم المسلمون وانتصروا عليهم، وهرب فلُّهم، وبها سيطر المسلمون على جنوب فلسطين أو منطقة غزة. وكانت هذه المعركة قبل قدوم عمرو بن العاص بجيشه، حيث لم يرد له ذكر في المعركة.

### خالد بن الوليد في الشام

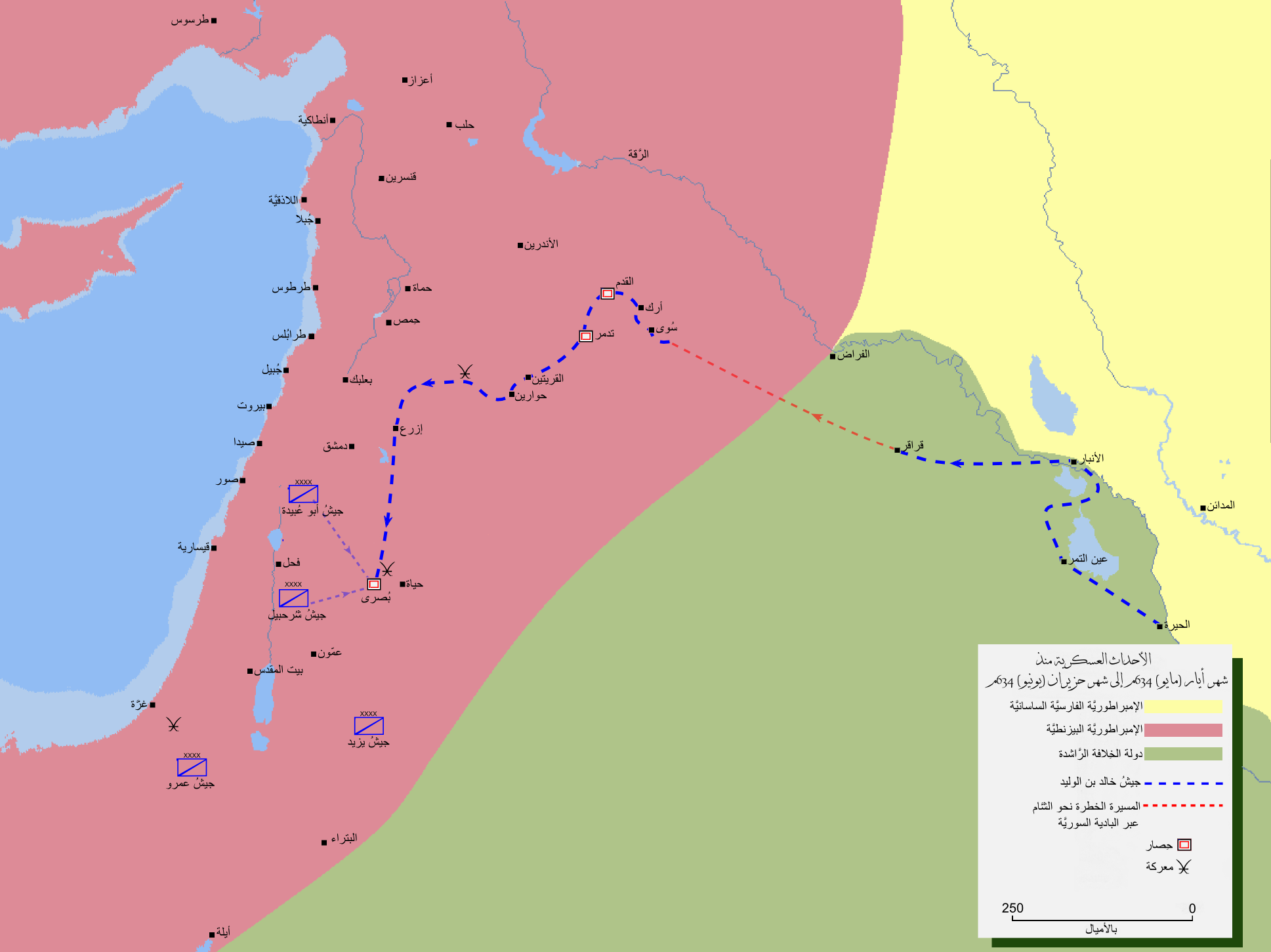
مسيرة جيش خالد بن الوليد من العراق إلى الشَّام.

قرّر الخليفة أبو بكر الصديق أن يضم جيش خالد بن الوليد في العراق إلى جيوش الشام، فكتب إليه في المحرّم سنة 13هـ الموافق مارس (آذار) 634م: «أما بعد، فإذا جاءك كتابي فدع العراق وخَلّف فيه أهلَهُ الذين قدمت عليهم وهم فيه، وامضِ متخففاً في أهل القوة من أصحابك الذين قدموا العراق معك من اليمامة وصحبوك من الطريق، وقدموا عليك من الحجاز، حتى تأتي الشام، فتلقى أبا عبيدة بن الجراح ومَن معه من المسلمين». عندئذٍ كتب خالد إلى المسلمين بالشام: «إن كتاب خليفة رسول الله أتاني يأمرني بالمسير إليكم، وقد شمّرتُ وأسرعتُ، وكأن خيلي قد أطلَّت عليكم في رجال، فأبشروا بإنجاز موعود الله وحسن ثوابه». وكتب إلى أبي عبيدة بن الجراح: «لقد أتاني كتابُ خليفة رسول الله يأمرني بالمسير إلى الشام، وبالمقام على جندها والتولّي لأمرها... ووالله ما طلبتُ ذلك ولا أردْتُه ولا كتبتُ إليه فيه، وأنت رحمك الله، على حالك التي كنتَ بها، لا يُعصى أمرُك ولا يُخالف رأيُك، ولا يُقطعُ أمرٌ دونَك، فأنت سيدٌ من سادات المسلمين، لا يُنكر فضلُك ولا يُستغنى عن رأيك».

### فتح بصرى ومعركة أجنادين

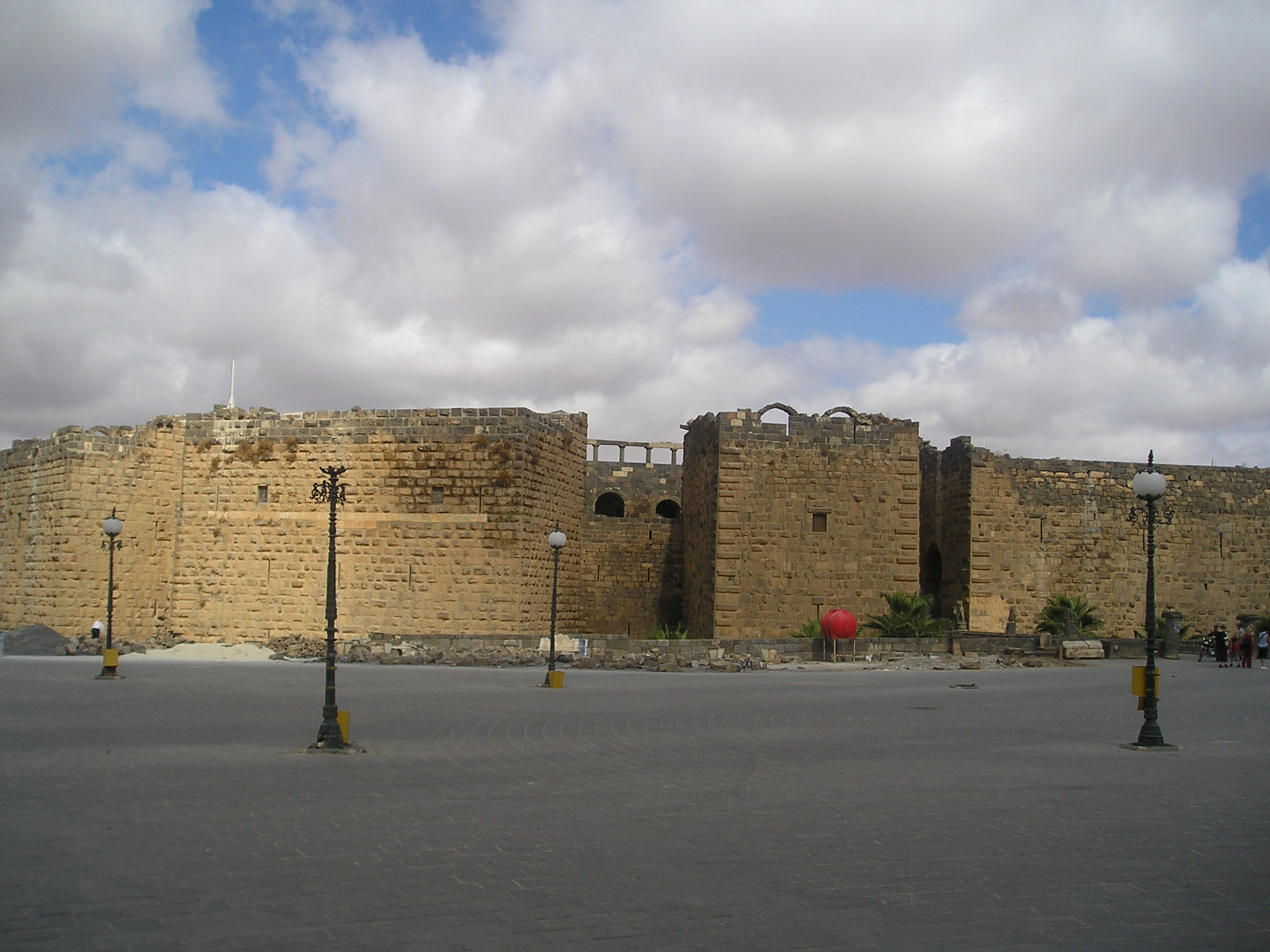
أسوار مدينة بُصرى، وهي أوَّلُ مدينةٍ شاميَّةٍ افتُتحت صُلحًا.

إن أول مدينة محصَّنة تم فتحها هي مدينة بصرى قصبة حوران، وكان ذلك في الخامس والعشرين من شهر ربيع الأول سنة 13هـ الموافق 29 مايو (أيار) 634م، بعد قدوم خالد إلى الشام. وبعد بُصرى توجه أبو عبيدة وخالد بن الوليد إلى حصار دمشق، وبقي شرحبيل في بُصرى، ويزيد بن أبي سفيان في البلقاء، وعمرو بن العاص في فلسطين، وبينما كان أبو عبيدة وخالد يُقاتلان مَن بجهة دمشق، جاءتهما العيون بالأخبار تقول: «إن «وردان» الأميرَ الروميَّ على حمص، خرجَ منها في جيش روميٍّ كبير مُتَّجِهاً نحوَ بُصرى لاستردادِها من أيدي المسلمين وقَطْعِ جيش أبي عبيدة وخالد عن بقية الجيوش». وجاء إلى أبي عبيدة وخالد خبر آخر يقول: «إن جيشاً كبيراً آخر للروم قد نزل بأجنادين من جنوب فلسطين، وعليهم قائد اسمه تذارق»، فالتقى أبو عبيدة وخالد وتشاورا في ذلك، فاستقرّ الرأي أن يتجها إلى أجنادين حيث الجيش الرومي الأكبر، وأن يكتبا إلى الجيوش الأخرى للاجتماع في ذلك المكان، وتمَّ ما اتُّفق عليه، وكان لقاءٌ بين جيش الروم الذي يبلغ عدده حوالي مائة ألف، وبين جيش المسلمين البالغ عدده حوالي ثلاثين ألفاً، فانتصر المسلمون وهُزم الروم شرَّ هزيمة، وانتهى خبر الهزيمة إلى هرقل، فهرب من حمص إلى أنطاكية، وكانت معركة أجنادين يوم السبت السابع والعشرين من جمادى الأولى سنة 13هـ الموافق 30 يوليو (تموز) سنة 634م. ونتيجة لهزيمة الروم في أجنادين، أصبحت فلسطين كلها مكشوفة أمام المسلمين.

## في عهد عمر بن الخطاب

### تولية أبي عبيدة على جيوش الشام
بعد وفاة أبي بكر الصديق في 21 جمادى الآخرة سنة 13هـ الموافق 23 أغسطس (آب) سنة 634م، أمَرَ عمر بن الخطاب بتولية أبي عبيدة أميراً على الجيوش وعلى الشام، فكتب إلى أبي عبيدة: «قد ولّيتك جماعة المسلمين، فبثَّ سراياك... وانظر في ذلك برأيك ومَن حضرك من المسلمين... ومَن احتجتَ إليه في حصارك فاحتبسه، وليكن فيمن يُحتبس خالدٌ بنُ الوليد فإنه لا غنى بك عنه».
وقد وصل كتاب عمر بن الخطاب إلى المسلمين في الشام في أثناء اجتماعهم في معركة، وكانوا إذا اجتمعوا ولَّوا عليهم أميراً عاماً، ولكنَّ المؤرخين لم يتّفقوا على زمن وصول كتاب عمر بتولية أبي عبيدة، فقال قوم: أثناء حصار دمشق، وقال آخرون: أثناء معركة اليرموك، فقد روى الإمام أحمد عن عبد الملك بن عمير قال: استعمل عمر بن الخطاب أبا عبيدة بن الجراح على الشام، وعزل خالد بن الوليد، فقال خالد بن الوليد: «بُعث عليكم أمين هذه الأمة، سمعت رسول الله ﷺ يقول: أمين هذه الأمة أبو عبيدة بن الجراح»، قال أبو عبيدة: «سمعت رسول الله ﷺ يقول: خالد سيف من سيوف الله ونِعْمَ فتى العشيرة».

### معركة فِحل

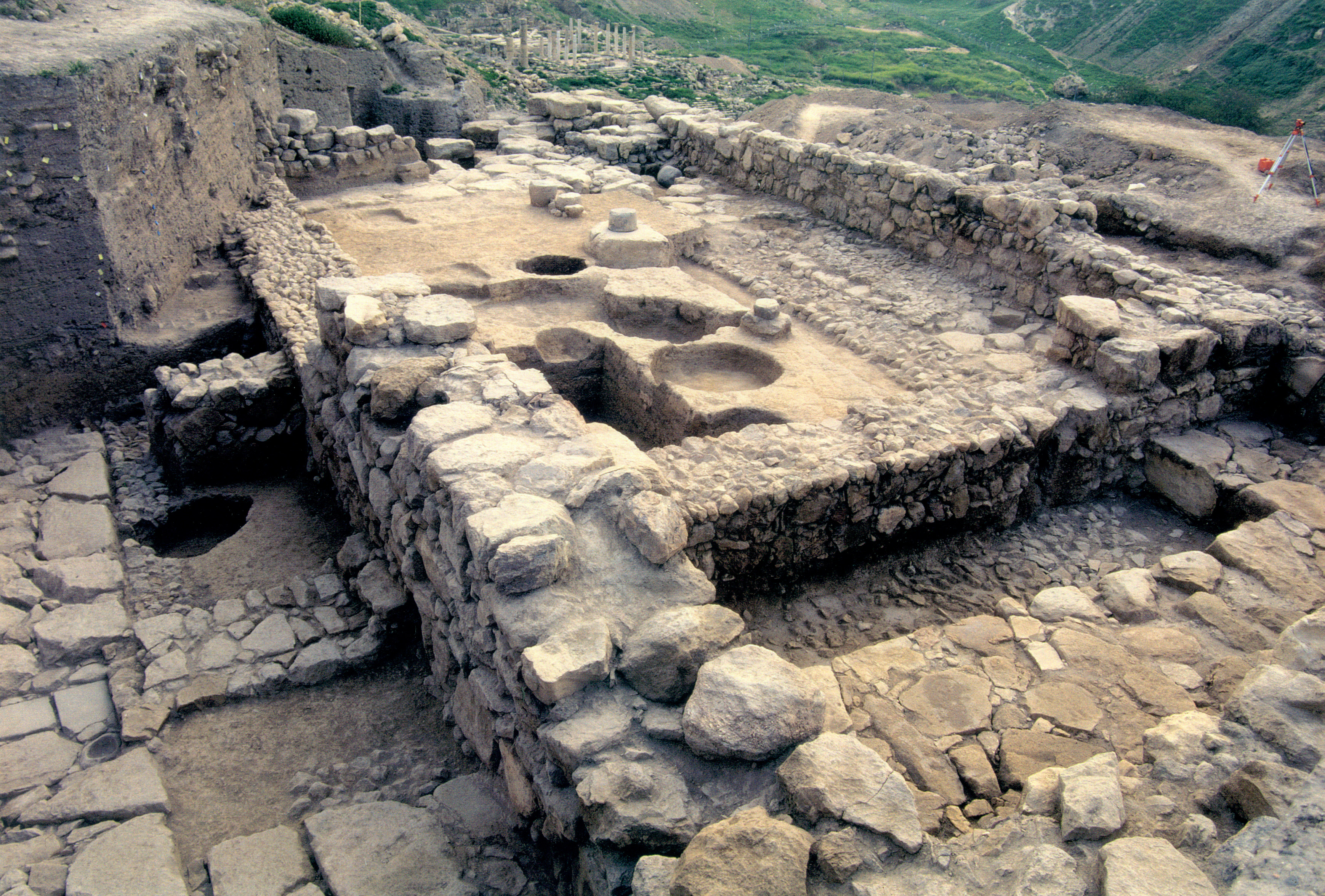
المكان الذي جرت قُربَه معركة فحل في غور الأردن سنة 13هـ (635م).

وقعت معركة فحل في 28 ذي القعدة سنة 13هـ الموافق 23 يناير (كانون الثاني) 635م، حيث أراد هرقل وقفَ زحفِ المسلمين الذين وصلوا إلى دمشق، فحشد نواحي فحل جنداً كثيراً بقيادة «سقلار» أحد خاصته، فقابلهم المسلمون بحشدِ مُعْظَمِ جُندِهم بالشام، وعلى رأسهم كبارُ قوّادِهم، وكانت القيادة العامة لأبي عبيدة بن الجراح، وكان خالد بن الوليد على المقدمة، وكانت كلها من الفرسان، وعلى الميمنة معاذ بن جبل، وعلى الميسرة هاشم بن عتبة، فلما رأت الروم تصميم المسلمين على حربهم بثقوا المياه من سدود بيسان التي كانت تحيط بها قنواتٌ كثيرةٌ يُرفِدُها نهر الأردن، بقصد أن تتوحّل الأرضُ وتُعوِّقَ تقدُّمَهم، ولكنّ المسلمين أخذوهم على غرة، فاقتتل الفريقان قتالاً شديداً استمرّ ليلتهم ونهارهم، فلما أظلم الليل التالي دفع المسلمون الروم إلى ذلك الوحل أو ما يُسمى «الردغة» وركبوهم فيها بالرماح، فأصاب المسلمون قائدَهم سقلار والذي يليه، وقتلوا من الروم ألوفاً، ولم ينجُ منهم إلا الشريد، ولذلك عُرفت تلك الواقعةُ بيوم فِحل أو يوم الرّدغة أو يوم بيسان، وقد ترتب على هزيمة الروم محاصرة فحل، فكانت أول المدن المحاصَرة في الشام، فسأل أهلها الأمان على أداء الجزية، فترك عليهم أبو عبيدة فيها الأمير شرحبيل بن حسنة الذي استمر عليها والياً إلى أن هلك في طاعون عمواس، وبعد هذه المعركة لم تَعُد قوات رومية في فلسطين تستطيع الوقوف أمام زحف المسلمين.

### فتح دمشق
بعد معركة فحل، توجه أبو عبيدة بن الجراح بجيوش المسلمين من الأردن إلى دمشق فحاصرها من جميع جهاتها أربعة أشهر، استولى المسلمون أثناءَها على غوطة دمشق، ونزل خالد بن الوليد أمام الباب الشرقي، ونزل أبو عبيدة على باب الجابية غربي المدينة، ونزل يزيد بن أبي سفيان على الباب الصغير إلى باب كيسان (باب يونس قبل الفتح)، ونزل عمرو بن العاص على باب توما في الشمال، ونزل شرحبيل بن حسنة على باب الفراديس، وتم الفتح يوم الأحد 15 رجب سنة 14هـ الموافق 3 سبتمبر (أيلول) 635م.
ولما كان فتح دمشق في بواكير فصل الشتاء، فقد أمضى المسلمون بقية الفصل البارد في دمشق، وبعد انقضاء فصل الشتاء توجه أبو عبيدة وخالد بن الوليد إلى حمص لفتحها، وسلكوا إليها طريق سهل البقاع مارّاً بمدينة بعلبك ثم جوسية إلى حمص، ففتحوا بعلبك، وكتب أبو عبيدة لأهلها كتاب أمان، ووصلوا إلى حمص فتمّ فتحها دون مقاومة صلحاً.

### معركة اليرموك

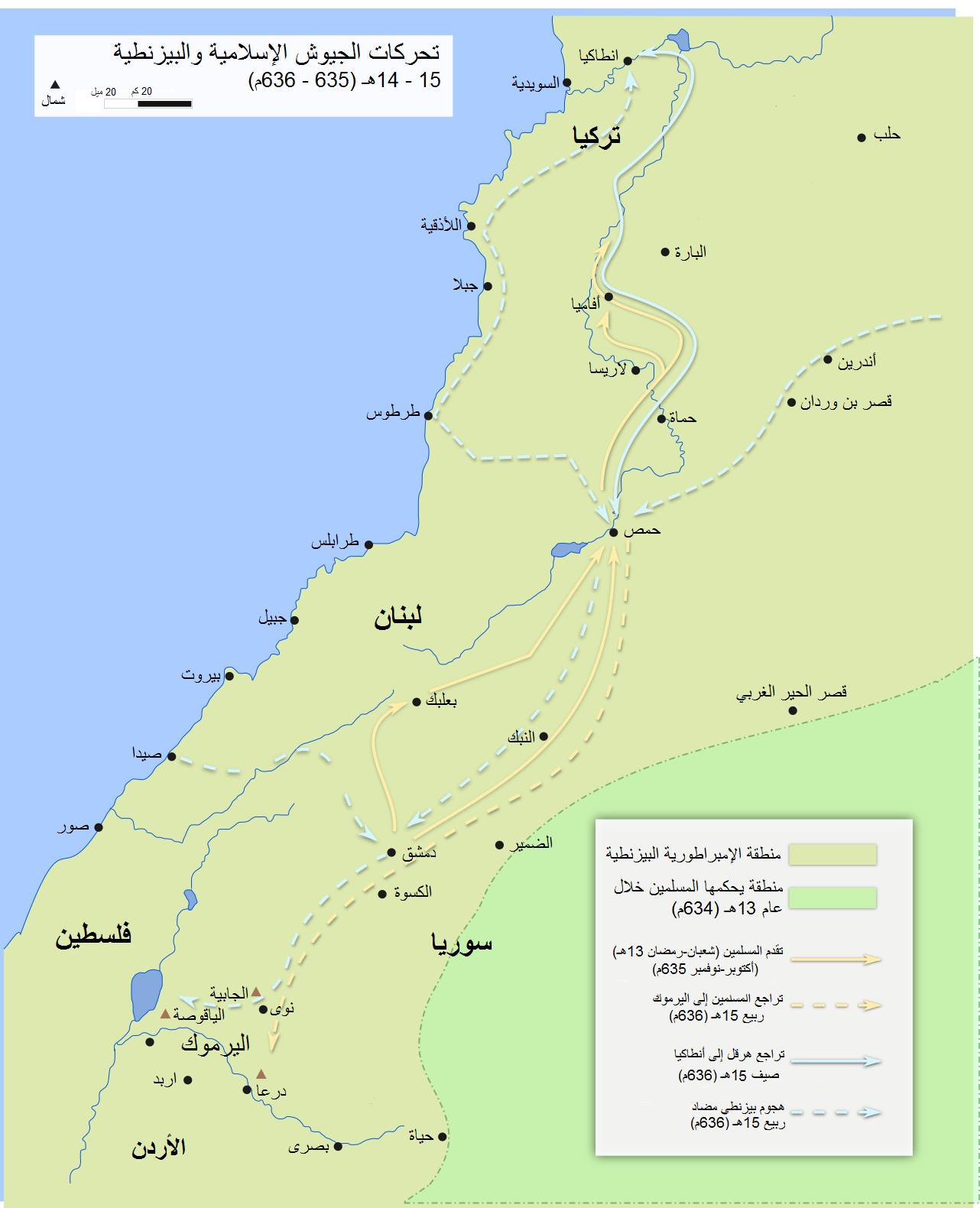
تحركات القوات الإسلامية والبيزنطية قبل معركة اليرموك، وقد بُيِّنَت البلدان الحديثة.

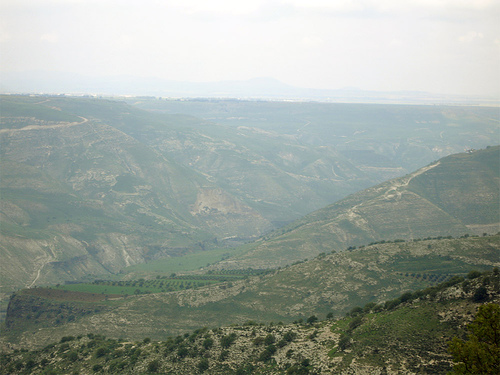
المكان الذي جرت فيه معركة اليرموك سنة 15هـ (636م).

عندما خرج أبو عبيدة من دمشق إلى حمص، استخلف على دمشق يزيدَ بن أبي سفيان، وعلى فلسطين عمرو بن العاص، وعلى الأردن شرحبيل بن حسنة، وعندما كان أبو عبيدة في حمص قدمت إليه العيون والجواسيس فأخبروه أن الرومَ قد جمعوا جموعاً لا حصر لها، وأنهم متجهون إلى جنوب الشام، فجمع أبو عبيدة رؤوس المسلمين لمشاورتهم، واتّخذ القرارَ بالانسحاب من حمص والعودة إلى المناطق المفتوحة من بلاد الشام. وكان أبو عبيدة قد استعمل حبيب بن مسلمة على الخراج، فبعث إليه وقال له: «انظر ما كنتَ جبيتَه من الخراج من حمص، فاحتفظ به حتى آمُرَك فيه بأمري، ولا تجيبَنَّ أحداً ممن بقي من الناس حتى أُحدِثَ إليك في ذلك»، فلمّا أراد أبو عبيدة أن يمضي بجيش المسلمين دعا حبيب بن مسلمة وقال له: «اردُدْ على القوم الذين كنا صالحناهم من أهل البلد ما كنا أخذنا منهم، فإنه لا ينبغي لنا، إذ لم نمنعهم أن نأخذ منهم شيئاً، وقل لهم: نحن على ما كنا عليه فيما بيننا وبينكم من الصلح، لا نرجع فيه إلا أن ترجعوا عنه، وإنما ردُّنا عليكم أموالكم أنا كرهنا أن نأخذ أموالكم ولا نحمي بلادكم».
وأصبح الصباح، فأمر أبو عبيدة برحيل جيش المسلمين إلى دمشق، واستدعى حبيبُ بنُ مسلمة القومَ الذين أخذ منهم الجزيةَ، فرَدَّ عليهم مالهم وأخبرهم بما قال أبو عبيدة، فأخذ أهل حمص يقولون: «ردَّكم الله إلينا، ولعن الله الذين كانوا يملكوننا من الروم... ولو كانوا هم ما ردّوا علينا شيئاً، بل غصبونا وأخذوا ما قدروا عليه من أموالنا... إن ولايتكم وعدلكم أحبُّ إلينا مما كنا فيه من الظلم»، وعاد أبو عبيدة إلى دمشق، وجاءت جحافلُ الروم فدخلت حمصَ، ثم تحركت جنوباً خلال وادي البقاع إلى بعلبك، ولم يتجهوا إلى دمشق حيث اجتمع المسلمون وإنما اتجهوا إلى الحولة في اتجاه نحو الجنوب، فرأى المسلمون في مسار الروم حركة التفاف يستهدفون بها قطعَ خط الرجعة على جيش المسلمين وحصرَه بين جيشهم وبين أرض ليست في يد المسلمين، وتشاورَ قادةُ الجيوش الإسلامية، واتفقوا على أن تجتمع الجيوش في الجابية ومنها تتجه إلى اليرموك. وانعقد مجلس الشورى في الجابية، وتعددت الآراء، فمنهم من رأى الرجوع إلى حدود آيلة (العقبة) ومنهم من رأى الثبات في المكان. وقال خالد بن الوليد: «أرى والله إن كُنّا نقاتل بالكثرة والقوة، فهم أكثر منا وأقوى علينا، وما لنا بهم طاقة، وإن كنا إنما نقاتلهم بالله ولله، فما أن جماعتهم ولو كانوا أهل الأرض جميعاً تُغني عنهم شيئاً»، ثم وجَّه كلامه لأبي عبيدة قائلاً: «فولِّني ما وراء بابك وخلِّني والقوم، فإني لأرجو أن ينصرني الله عليهم»، قال أبو عبيدة: «قد فعلتُ»، فولى أبو عبيدة خالداً سلطانه في القيادة العامة على جيوش المسلمين بالشام.
| «عليكم بالهيِّن الليِّن الذي إذا ظُلم لم يَظلِم، وإذا أُسيء إليه غفر، وإذا قُطِع وَصَل، رحيمٌ بالمؤمنين، شديدٌ على الكافرين: عامر بن الجراح.» |
| — أبو بكر الصديق |

وحّد أبو عبيدة جيوشَ المسلمين تحت قيادة خالد بن الوليد، فوضع خالدٌ خطةَ القتال، ونظَّم جندَ المسلمين بإزاء الروم، وقيل إنه قسّم الجيش ميمنة وميسرة وقلباً، واتّبع أسلوباً جديداً في تعبئة الجيش هو طريقة الكراديس أو الكتائب، وقسّمه إلى كتائب مشاة وكتائب خيالة، فحوّل الجيش إلى ستة وثلاثين كردوساً، وجعل أبا عبيدة وشرحبيل بن حسنة قائدين لكراديس القلب، وعمرو بن العاص على كراديس الميمنة، ويزيد بن أبي سفيان على كراديس الميسرة، وبقي خالد في الوسط تحت راية العُقاب، وحشد الرماة على الجانبين، واضعاً النساء خلف الجيش، ودامت المعارك ستة أيام، وكانت خطة المسلمين فصلَ مشاة الروم عن خيَّالتهم لإبقاء المشاة تحت سيطرة المهاجمين المسلمين، وتقهقر الروم شمالاً باتجاه المخاضة في وادي الرقاد (رافد نهر اليرموك) على المنحدر الشرقي منه، وعندما انتقل مشاة الروم المسلسلين إلى المنحدر الغربي بدؤوا يتهاوون إلى الواقوصة ألوفاً.
انتهت المعركة بهزيمة ساحقة للروم، وبنصر باهر للمسلمين، وكانت أكبر كارثة حلَّت بالإمبراطورية البيزنطية، انهار على إِثْرِها الحكمُ البيزنطي في بلاد الشام، وغادر هرقل أنطاكية وهو يقول: «وداعاً يا سورية وداعَ مَن لا يعود إليكِ». كما عُدَّت معركة اليرموك من أعظم فتوح المسلمين، وباباً إلى ما جاء بعدها من فتوح، وصار المسلمون بعد ذلك يعملون في ميدانين: أحدهما شمالي يضم دمشق وحمص وما والاهما، وثانيهما جنوبي يضم الأردن وفلسطين، كما يسَّر فتح اليرموك فتح العراق، ومدَّ حركة الفتح إلى مصر. ومن المؤكد أن معركة اليرموك كانت في رجب سنة 15هـ الموافق آب سنة 636م.

### أبو عبيدة بعد اليرموك
توجّه أبو عبيدة بعد اليرموك إلى دمشق وقسَّم الشام على الأمراء، فاستخلف يزيد بن أبي سفيان على دمشق، وعمرو بن العاص على فلسطين، وشرحبيل بن حسنة على الأردن، وأما خالد بن الوليد فقد كان يطارد فلول الروم بعد اليرموك ووصل إلى حمص، فتبعه أبو عبيدة وتوجّه إلى حمص، وبعث خالداً بنَ الوليد إلى قنسرين، ثم رحل أبو عبيدة إلى حلب، فوجد أهلها قد تحصنوا ثم طلبوا الصلح والأمان على أنفسهم وأموالهم وسور مدينتهم ومنازلهم فأُعطوا ذلك واستثنى عليهم موضعاً للمسجد. ثم سار إلى أنطاكية التي ظلت مدة الفتوح مقرّ هرقل ومأمنه، ففتحها أبو عبيدة عام 638م، وقد صالح أبو عبيدة أهلها على الجزية والجلاء، فجلا بعضُهم وأقام بعضُهم، ولمّا فُتحت أنطاكية كتب عمر إلى أبي عبيدة أن يرتب بها جماعة من المسلمين من أهل النيّات والحسبة، وأن يجعلهم مرابطين بها، ولا يحبسَ عنهم العطاء. وبلغ أبا عبيدة أن جمعاً للروم بين معرة مصرين وحلب، فلقيهم وفضَّ جمعهم وسبى منهم وغَنِم، وفتح معرة مصرين على مثل صلح حلب، وجالت فرسان أبي عبيدة فبلغت بوقة. وفُتحت قرى جُومة وسَرْمين ومَرْتَحْوان (من نواحي حلب) وتيزين.
| «إن أدركني أجلي وأبو عبيدة حيٌّ استخلفته.» |
| — عمر بن الخطاب                          |

قال البلاذري في فتوح البلدان: وصالحوا أهل دير طايا ودير فسيلة على أن يُضيفوا مَن مرّ بهم من المسلمين. وأتاه نصارى خُناصِرة فصالحهم، وفتح أبو عبيدة جميع أرض قنسرين وأنطاكية. وسار أبو عبيدة يريد قُورُس، فتلقاه راهب من رهبانها يسأل الصلحَ عن أهلها، فبَعَثَتْ به المقدمةُ إلى أبي عبيدة وهو بين جبرين وتل أعزاز فصالحه، ثم أتى قورس فعقد لأهلها عهداً وأعطاهم مثل الذي أعطى أهل أنطاكية، وكتب للراهب كتاباً في قرية له تدعى شرقينا، وبث خيله فغلب على جميع أرض قورس إلى آخر حدّ نقابلس وكانت قورس كالمسلحة لأنطاكية يأتيها كلَّ عام طالعة من جند أنطاكية ومقاتلتها.
وأتى أبو عبيدة حلب الساجور، وقدَّم قوة إلى منبج، ثم لحقها وصالح أهلها على مثل صلح أنطاكية، وبعث عياض بن غنم إلى ناحية دُلُوك ورَعْبان فصالح أهلها على مثل صلح منبج واشترط عليهم أن يبحثوا عن أخبار الروم ويكاتبوا بها المسلمين، وولَّى أبو عبيدة كلَّ كورة فَتَحَها عاملاً وضمَّ إليه جماعة من المسلمين وشحن النواحي المخوفة. ثم سار أبو عبيدة حتى نزل عراجين وقدَّم مقدِّمَتَه إلى بالس، وبعث حبيب بن مسلمة في جيش إلى قاصرين فجلا أكثر أهلها إلى جسر منبج وبلاد الروم والجزيرة، ورتّب أبو عبيدة حامية في بالس، وأسكنها قوماً من عرب الشام أسلموا بعد قُدوم المسلمين إلى الشام، كما أسكن قاصرين قوماً، وبلغ أبو عبيدة الفرات ثم رجع إلى فلسطين. واستخلف أبو عبيدة على حمص عبادة بن الصامت قبل أن يمضي إلى بيت المقدس، فأتى عبادةُ اللاذقية ففتحها، وفتح بقية الساحل؛ جبلة وطرطوس.

### فتح بيت المقدس

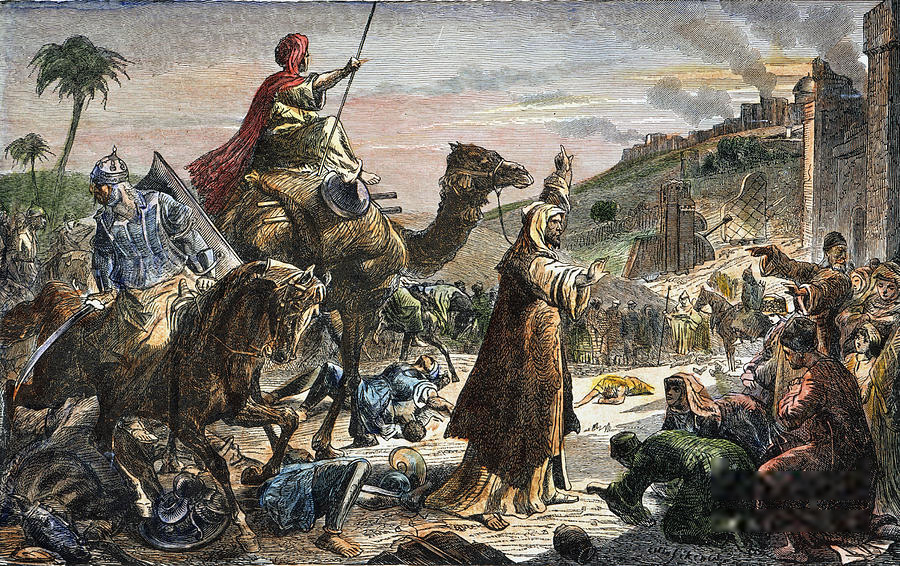
رسمٌ يُمثِّلُ دُخولَ المُسلمين إلى بيت المقدس (إيلياء حينها) سنة 16هـ (637م).

بقيت بيت المقدس من آخر المعاقل التي تحصَّن الروم وراء أسوارها، وتم فتحها في خلافة عمر بن الخطاب، وفي أمارة أبي عبيدة بن الجراح على الشام. وقد كان أبو عبيدة قد فرغ من فتح شمال الشام، ثم عاد إلى فلسطين، وكان عمرو بن العاص يحاصر القدس، حيث صارت جيباً معزولاً محاصراً فوق الجبال، فلما وصل أبو عبيدة طلب أهل القدس أن يصالحهم على مثل صُلح أهل مدن الشام، وأن يكون المتوليَ لعقد الصلح عمرُ بنُ الخطاب، فكتب أبو عبيدة إلى عمر بن الخطاب برغبة أهل بيت المقدس، فلبَّى عمر وحضر إلى الشام، فتمَّ فتح القدس في شهر ربيع الأول سنة 16هـ الموافق أبريل (نيسان) 637م.

### طاعون عمواس ووفاته
روى البخاري عن ابن عباس قال: إن عمر بن الخطاب خرج إلى الشام، حتى إذا كان بسَرْغ لقيه أمراءُ الأجناد؛ أبو عبيدة بن الجراح وأصحابه، فأخبروه أن الوباء قد وقع بأرض الشام، قال ابن عباس: فقال عمر: «ادعُ لي المهاجرين الأوَّلين»، فدعاهم فاستشارهم، وأخبرهم أن الوباء قد وقع في الشام، فاختلفوا فقال بعضهم: «قد خرجتَ لأمر ولا نرجع أن ترجع عنه»، وقال بعضهم: «معك بقية الناس وأصحاب رسول الله ﷺ، ولا نرى أن تقدمهم على هذا الوباء»، فقال: «ارتفعوا عني»، ثم قال: «ادعوا لي الأنصار»، فدعوتهم فاستشارهم فسلكوا سبيل المهاجرين واختلفوا كاختلافهم، فقال: «ارتفعوا عني»، ثم قال: «ادعُ لي من كان ها هنا من مشيخة قريش من مهاجرة الفتح»، فدعوتهم فلم يختلف منهم عليه رجلان، فقالوا: «نرى أن ترجع بالناس ولا تقدمهم على هذا الوباء»، فنادى عمر في الناس: «إني مُصبّح على ظهْر فأصبحوا عليه»، قال أبو عبيدة بن الجراح: «أفراراً من قدرِ الله؟»، فقال عمر: «لو غيرُكَ قالها يا أبا عبيدة، نعم، نفرُّ من قدر الله إلى قدر الله، أرأيتَ لو كان لك إبل هبطت وادياً له عدوتان: إحداهما خصبة والأخرى جدبة، أليس إن رعيت الخصبة رعيتها بقدر الله، وإن رعيت الجدبة رعيتها بقدر الله؟»، قال: فجاء عبد الرحمن بن عوف، وكان متغيِّباً في بعض حاجته، فقال: إن عندي في هذا علماً، سمعتُ رسول الله ﷺ يقول: «إذا سمعتم به بأرض فلا تقدموا عليه، وإذا وقع بأرض وأنتم بها فلا تخرجوا فِراراً منه»، قال: فحمد اللهَ عمرُ، ثم انصرف.
| «سألتُ عائشة: أي أصحاب رسول الله ﷺ كان أحبَّ إليه، قالت: أبو بكر، ثم عمر، ثم أبو عبيدة بن الجراح.» |
| — عبد الله بن شفيق                                                                              |

وقد اختلف الصحابة في مفهوم النهي عن الخروج والدخول، فمنهم مَن عمل به على ظاهره ومنهم مَن تأوَّله، والذين تأوَّلوا النهي أباحوا خروجَ مَن وقع في أرضه الطاعون، ونُقِل عن عمر بن الخطاب بإسناد حسن إلى أبي موسى الأشعري قال: إني كنتُ مع أبي عبيدة بالشام عام طاعون عمواس، فلما اشتعل الوجع، وبلغ ذلك عمر، كتب إلى أبي عبيدة ليستخرجه منه: «أن سلامٌ عليك، أما بعد: فإنه قد عُرِضَتْ لي حاجةٌ أريد أن أُشافِهَك فيها، فعزمتُ عليك إذا نظرت في كتابي ألا تضعه من يدك حتى تُقبِل إليَّ»، قال: فعَرف أبو عبيدة إنما أراد أن يستخرجه من الوباء، فقال: «يغفرُ الله لأمير المؤمنين»، ثم كتب إليه: «يا أمير المؤمنين، إني قد عرفتُ حاجتك إليَّ، وإني في جُند من المسلمين، لا أجدُ بنفسي رغبةً عنهم، فلستُ أريد فراقَهم حتى يقضيَ الله فيَّ وفيهم أمرَه وقضاءه، فحلّلني من عزمتك يا أمير المؤمنين ودعني في جندي»، فلما قرأ عمرُ الكتاب بكى. فقال الناس: «يا أمير المؤمنين! أمات أبو عبيدة؟» قال: «لا، وكأن قد».
وقد كتب عمر بن الخطاب إلى أبي عبيدة فيما بعد أن يرتحل بالمسلمين من الأرض الغَمِقَة التي تكثر فيها المياه والمستنقعات إلى أرض نَزِهَةٍ عالية، قال عمر: «أما بعد، فإنك قد أنزلت الناسَ أرضاً غمقة (من الغمق وهو فساد الريح وخمومها) فارفعهم إلى أرضٍ مرتفعة نزهة»، قال الراوي (وهو أبو موسى الأشعري): فلما أتاه كتابه دعاني فقال: «يا أبا موسى، إن كتاب أمير المؤمنين قد جاء بما ترى، فاخرج فارتَدْ للناس منزلاً حتى أَتْبَعَك بهم»، فرجعتُ إلى منزلي لأرتحلَ فوجدتُ صاحبتي (زوجي) قد أُصيبت فرجعتُ إليه، فقلتُ له: «والله لقد كان في أهلي حدثٌ»، فقال: «لعل صاحبتك أصيبت»، قلتُ: «نعم»، قال: فأمر ببعيره فرُحِلَ له، فلما وضع رجله في غرزه طُعِن (أصيب بالطاعون)، فقال: «والله لقد أُصبتُ»، ثم سار بالناس حتى نزل الجابية، ورفع عن الناس الوباء.
ومفهوم عمر بجواز الخروج من أرض الطاعون نُقِلَ أيضاً عن بعض الصحابة الذين عاصروا أبا عبيدة في الشام وعاشوا مِحنةَ المرض، حيث روى الإمام أحمد بسند صحيح أنه لما وقع الطاعون بالشام خطب عمرو بن العاص فقال: «هذا الطاعون رجس، فتفرَّقوا عنه في هذه الشعاب وفي هذه الأودية»، فبلغ ذلك شرحبيل بن حسنة، فغضب فجاء وهو يجرُّ ثوبه معلق نعله بيده فقال: «صحبتُ رسول الله وعمروٌ أضلُّ من حمار أهْله، ولكنه رحمةُ ربكم ودعوة نبيكم ووفاة الصالحين قبلكم»، يشير شرحبيلُ إلى حديث نبويّ بمعنى ما قال. وفي تاريخ الطبري أن الذي رادَّ عَمْراً هو أبو وائلة الهذلي، وأن عَمْراً قال: «والله ما أردُّ عليك ما تقول، وايم الله لا نقيم عليه»، ثم خرج وخرج الناس فتفرقوا، ورفعه الله عنهم، قال: فبلغ ذلك عمر بن الخطاب من رأي عمرو بن العاص، فوالله ما كرهه. ونُقل عن أبي موسى أنه قال: «إن هذا الطاعون قد وقع، فمن أراد أن يتنزَّه عنه فليفعل».
لكنَّ أبا عبيدة علّل بقاءه «بأسباب صحّيّة واجتماعية وسياسية وقيادية، يُنظِّمها الدين في نظامه، وتُعدُّ مَثَلاً أعلى للقيادة الأمينة، وأبو عبيدة أمين هذه الأمة، حيث قال معلِّلاً سبب ثباته: إني في جُندٍ من المسلمين ولا أجد بنفسي رغبةً عنهم».
وروى ابن المبارك عن الحارث بن عميرة أنه قَالَ: أخذ بيدي معاذ بن جبل، فأرسله إِلَى أبي عبيدة، فسأله كيف هو؟ وقد طُعِنَّا، فأراه أبو عبيدة طعنة خرجت في كَفِّه، فتكاثر شأنها في نفس الحارث، وفرق منها حين رآها، فأقسم أبو عبيدة بالله: مَا يحب أن لَهُ مكانها حمر النعم. وروى الذهبي: أنَّ وَجَعَ عمواس كان معافىً منه أبو عبيدة وأهله، فقال: «اللهم نصيبَك في آل أبي عبيدة»، فخرجتْ بأبي عبيدة في خنصره بثرة، فجعل ينظر إليها، فقيل له: «إنها ليست بشيء»، فقال: «أرجو أن يبارك الله فيها، فإنه إذا بارك في القليل كان كثيراً».
وروى الطبري بإسناده: لما اشتعل الوجع (الطاعون) قام أبو عبيدة في الناس خطيباً فقال: «أيها الناس، إن هذا الوجع رحمة بكم، ودعوة نبيّكم، وموت الصالحين قبلكم، وإن أبا عبيدة يسأل الله أن يَقسم له منه حظَّه»، فطُعن فمات. وعن سعيد المقبري قال: لما أصيب أبو عبيدة قالوا لمعاذ بن جبل: «صلِّ بالناس»، فصلى معاذ بهم، ثم خطب فقال: «أيها الناس، إنكم فُجِعْتُم برجل ما رأيت أحداً من عباد الله قط أقل حقداً ولا أبرأ صدراً ولا أبعد غائلة ولا أشد حياءً ولا أنصح للعامة منه، وذلك هو أبو عبيدة بن الجراح، فترحموا عليه، رضي الله عنه».

## قبره وضريحه

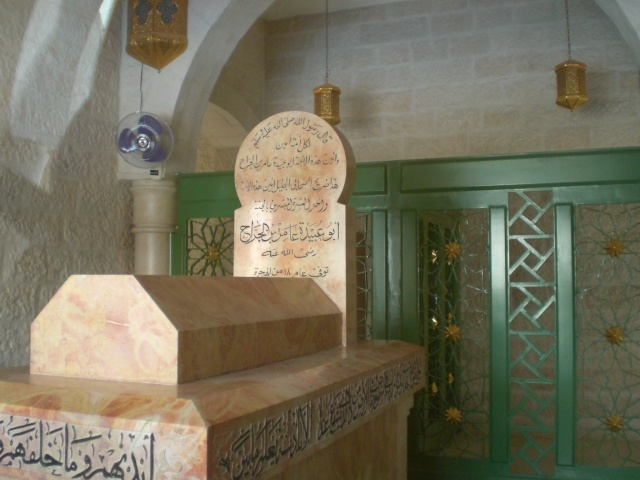
ضريح أبي عبيدة بن الجراح في بلدة دير علا في منطقة الأغوار الوسطى شمال غرب الأردن.

يوجد حاليّاً «مزار أبي عبيدة» في «غور البلاونة» على الطريق العام الذي يقطع غور الأردن من الشمال إلى الجنوب، وعلى بعد أربعين كيلاً من مدينة السلط. وكان الظاهر بيبرس قد بنى على قبر أبي عبيدة مَشهداً، وأوقف عليه وقفاً ريعه للمؤذّن والإمام.
هناك اتفاق وتواتر بوفاة أبي عبيدة في الشام بسبب الطاعون، وهناك تواتر بأنه توفي بالغور الأردني، ولكن لم يوجد اتفاق على بقعة محددة من الغور، ولكنّهم ذكروا أماكن متقاربة تساعد على حصر المكان في بقعة صغيرة تجعل زائر قبر أبي عبيدة مطمئناً أنه يقف أمام قبر حقيقي؛ إذ قال ابن سعد إنه قُبر بعمواس، ونقل ابن عساكر عن عطاء أن قبر أبي عبيدة في بيسان، وبيسان تقع غربي نهر الأردن في الغور، في الجهة المقابلة من مزار أبي عبيدة، ويؤوَّل قوله «في بيسان» أنه في كورة بيسان أو صقع بيسان، وليس بالضرورة أن يكون في بقعة بلدة بيسان، لأن القدماء كانوا ينسبون الأمكنة إلى أشهر مكان قريب، وبيسان هي أشهر الأماكن في تلك الناحية. ونقل الذهبي «أنه أدركه أجله بفِحْل فتوفي بها بقرب بيسان»، وفحل على الضفة الشرقية من النهر أمام بيسان، ولذلك يقال للمعركة المشهورة «فحل بيسان».
وقال ياقوت الحموي: عمتا: «قرية بالأردن، بها قبر أبي عبيدة بن الجراح، وهي وسط الغور». وهو ليس في بقعة عمتا، وإنما يقع إلى الجنوب منها، ولكن عرَّفه بأقرب القرى. وقال ياقوت: «قيل إنه في طبرية، وطبرية من الغور الأردني».
وقال ابن بطوطة المتوفى عام 756 هـ: «فمررتُ بالغور، وهو وادٍ بين تلال به قبر أبي عبيدة بن الجراح أمين هذه الأرض ، زرناه وعليه زاوية فيها الطعام لأبناء السبيل وبتنا هنالك ليلة. ثم وصلنا إلى القصير وبه قبر معاذ بن جبل ، وتبركتُ أيضاً بزيارته».

## أخلاقه وصفاته

### أمين الأمة
روى البخاري ومسلم عن أنس بن مالك أن النبي محمداً قال: «إن لكل أمة أميناً، وإن أميننا أيتها الأمة: أبو عبيدة بن الجراح». وقال ابن حجر العسقلاني: «والأمين هو الثقة الرضي، وهذه الصفة وإن كانت مشتركة بينه وبين غيره لكنَّ السياقَ يُشعر بأن له مزيداً في ذلك، لكن خَصَّ النبيُّ ﷺ كلَّ واحد من الكبار بفضيلة ووصفه بها، فأشعر بقدر زائد فيها على غيره، كالحياء لعثمان، والقضاء لعلي ونحو ذلك».
مناسبة هذا اللقب كما رواها البخاري: أن العاقبَ والسيدَ صاحبي نجران قدِما إلى رسول الله ﷺ يريدان أن يلاعناه، فقال أحدهما لصاحبه: «لا تفعلْ، فوالله لئن كان نبياً فلاعننا لا نفلح نحن ولا عقبُنا من بعدنا»، قالا: «نعطيك ما سألتنا، وابعث معنا رجلاً أميناً، ولا تبعث معنا إلا أميناً»، فقال: «لأبعثنَّ معكم رجلاً أميناً حقَّ أمين»، فاستشرف له أصحاب رسول الله ﷺ، فقال: «قُمْ يا أبا عبيدة بن الجراح»، فلما قام قال رسول الله ﷺ: «هذا أمين هذه الأمة». وروى مسلم عن أنس: أن أهل اليمن قدموا على رسول الله فقالوا: «ابعث معنا رجلاً يعلمنا السنة والإسلام»، قال: فأخذ بيد أبي عبيدة فقال: «هذا أمين هذه الأمة».

### زهده
| «غَيَّرتنا الدنيا كُلَّنا غَيْرَك يا أبا عبيدة.» |
| — عمر بن الخطاب                         |

روى جمعٌ من الرواة قالوا: قدم عمرُ الشام، فتلقاه الأمراءُ والعظماءُ فقال: «أين أخي أبو عبيدة؟»، قالوا: «يأتيك الآن»، فجاء على ناقة مخطومة بحبل، فسلَّم عليه ثم قال للناس: «انصرفوا عنا»، فسار معه حتى أتى منزله، فنزل عليه، فلم يَرَ في بيته إلا سيفه وتُرسه ورحله، فقال له عمر: «لو اتَّخذتَ متاعاً، أو قال: شيئاً»، فقال: «يا أمير المؤمنين، إن هذا سيبلغنا المقيل».
وفي المعنى نفسه برواية أخرى: أن عمر حين قدم الشام قال لأبي عبيدة: «اذهب بنا إلى منزلك»، قال: «وما تصنعُ عندي؟ ما تريد إلا أن تعصر عينيك عليّ»، فدخل فلم يرَ شيئاً، قال: «أين متاعك؟ لا أرى إلا لِبداً (الصوف المتلبد) وصَحْفةً (وعاء الطعام) وشنَّاً (القربة من الجلد)، وأنت أمير، أعندك طعام؟»، فقام أبو عبيدة إلى جَوْنةٍ (وعاء يشبه السلة أو الجرة يوضع فيه الخبز) فأخذ منها كسيرات، فبكى عمر، فقال له أبو عبيدة: «قد قلت لك: إنك ستعصر عينيك عليّ، يا أمير المؤمنين، يكفيك ما يبلغك المقيل»، قال عمر: «غيَّرتنا الدنيا كلَّنا غيرَك يا أبا عبيدة». قال الذهبي: أخرجه أبو داود في سننه وقال: «وهذا والله هو الزهد الخالص، لا زهدَ مَن كان فقيراً مُعدَماً».
وروى ابن سعد عن مالك أن عمر أرسل إلى أبي عبيدة بأربعة آلاف أو بأربعمئة دينار، وقال للرسول: «انظر ما يصنع بها»، قال: فقسمها أبو عبيدة، قال: ثم أرسل إلى معاذ بمثلها، فقسمها إلا شيئاً قالت له امرأته نحتاج إليه، فلما أخبر الرسول عمر قال: «الحمد لله الذي جعل في الإسلام من يصنع هذا».

### روايته للحديث
أسلم أبو عبيدة في وقت مبكر من بداية البعثة النبوية، وكان واسع العلم بالكتاب والسنة، إلا أن كتب الحديث لم تروِ عنه إلا أحاديث قليلة. فصحيح البخاري يخلو من الأحاديث المسندة إلى أبي عبيدة، وروى مسلم حديثاً واحداً، وروى الترمذي حديثاً واحداً، وفي مسند الإمام أحمد اثنا عشر حديثاً، إذا حَذَفْتَ المكرَّرَ بقي منها سبعةُ أحاديث، وفي مسند أبي يعلى تسعة أحاديث، يوافق الإمام أحمد في ستة منها، وتبقى ثلاثة أحاديث متضمَّنة في حديث واحد. فيكون مجموعُ ما روي عن أبي عبيدة ثمانية أحاديث، منها ما هو مرسل، ومنها ما هو متَّصل، وصحَّ بعض أسانيد المتصلة وضعف بعضها.
ذكر العلماء أسباب قلة أحاديث أبي عبيدة وغيره من كبار الصحابة ممن لم يرووا أحاديث كثيرة، قال ابن سعد: قال محمد بن عمر الأسلمي: «إنما قَلَّتِ الرواية عن الأكابر من أصحاب رسول الله ﷺ لأنهم هلكوا قبل أن يُحتاج إليهم، وإنما كثرت عن عمر بن الخطاب وعلي بن أبي طالب لأنهما وَلِيَا فسُئلا وقضيا بين الناس، وكلُّ أصحاب رسول الله ﷺ كانوا أئمةً يُقتدى بهم، ويُحفظ عليهم ما كانوا يَفعلون، ويُستَفتَون فيُفتون، وسمعوا أحاديث فأدَّوها، فكان الأكابرُ من أصحاب رسول الله ﷺ أقلَّ حديثاً عنه من غيرهم مثل أبي بكر وعثمان وطلحة والزبير وأبي عبيدة بن الجراح ونظرائهم، فلم يأتِ عنهم من كثرة الأحاديث مثل ما جاء عن الأحداث من أصحاب رسول الله ﷺ مثل جابر بن عبد الله وأبي سعيد الخدري وأبي هريرة... فكان أكثر الرواية والعلم في هؤلاء ونظرائهم من أصحاب رسول الله ﷺ لأنهم بقوا وطالت أعمارهم واحتاج الناس إليهم».

### صفته الشكلية
| «ثلاثة من قريش أصبحُ الناس وجوهاً وأحسنهم خلقاً وأشدُّهم حياءً: أبو بكر وعثمان وأبو عبيدة.» |
| — عبد الله بن عمر                                                                     |

جاء في كتاب الطبقات الكبير وسير أعلام النبلاء: «كان أبو عبيدة رجلاً نحيفاً، معروق الوجه، خفيف اللحية، طوالاً، أجنأ (أو أحنى) أثرم الثنيتين»، وقال الذهبي: «إنه كان يخضب بالحناء والكتم، وكان له عقيصتان».

### مهنته
يُروى أن أبا عبيدة كان يعمل في حفر القبور، فقد أخرج أحمد وابن سعد والبيهقي عن ابن عباس قال: لما أرادوا أن يحفروا لرسول الله ﷺ كان بالمدينة رجلان: أبو عبيدة يضرح وأبو طلحة يلحد، فدعا العباس رجلين، فأرسل أحدهما إلى أبي عبيدة والآخر إلى أبي طلحة، قال: «اللهم عن أبي طلحة خَرْ لرسولك»، فوجد أبا طلحة فجاء فألحد له. وأخرج ابن سعد من طريق عبد الله بن أبي طلحة قال: اختلفوا في الشق واللحد للنبي ﷺ فقالوا: «اللهم خر لنبيك، ابعثوا إلى أبي عبيدة وإلى أبي طلحة فأيهما جاء قبل الآخر فليعمل عمله»، فجاء أبو طلحة فقال: «والله إني لأرجو أن يكون الله تعالى قد خار لنبيه أنه كان يرى اللحد فيعجبه».

## أسرته
تذكر كتب التاريخ والسير أن زوجَ أبي عبيدة وأمَّ أولاده هي هند بنت جابر بن وهب، ولكنَّها لم تُذكر في الصحابيات أو التابعيات، ولا يُعرف تاريخ ميلادها أو وفاتها.
وذُكر له ولدان: يزيد وعُمير، ولا توجد لهما ترجمة. وقد قال مصعب الزبيري أنه «قد انقرض ولدُ أبي عبيدة وإخوتِه»، وقد يكون ولداه قد ماتا في الطاعون وهما صغيران قبل أن ينجبا ذريةً. وقال الزبير بن بكار: قد انقرض نسلُ أبي عبيدة وولدُ إخوته جميعاً، وكان ممن هاجر إلى أرض الحبشة. قاله ابن إسحاق، والواقدي. وقال ابن الأثير: «وقد انقرض ولد أبي عبيدة».
إلا أنه توجد بعض القبائل في الحجاز وبلاد الشام تقول إنَّ نَسَبَها يعود لأبي عبيدة بن الجراح، وهي: آل الجراح، وهم منتشرون في حلب وحماة ونواحي منطقة عجلون وفي قرية المزار شمال الأردن. وآل الخماش، وهم منتشرون في عجلون ولاسيما في نابلس، ويقطن حاليّاً قسم منهم في مخيم البداوي نواحي طرابلس الشام، وأصلهم من الطائف في الحجاز ويسكنون هناك بنفس الاسم إلى يومنا هذا. وآل الشرمان، وهم منتشرون في ناحية بني عبيد شمال الأردن.

## موقف الشيعة
تختلف نظرة الشيعة لأبي عبيدة عن نظرة أهل السنة والجماعة، إذ يوجّه الشيعة إليه العديد من المطاعن والتهم، منها اتهامه بأنه من أعداء أهل البيت، وأحد «المعينين لأبي بكر على اغتصاب الخلافة من علي بن أبي طالب»، كما أنهم يعتقدون أن تلقيب النبي محمد لأبي عبيدة بـ«أمين هذه الأمة» مطعن لا مدح فيه، وذكروا في سبب إطلاق هذا اللقب عليه قصةً مُلَخَّصُها: «أن جماعة من الصحابة تآمروا فيما بينهم إن مات النبي أن لا يعطوا الخلافة لبني هاشم أبداً، وكتبوا في ذلك صحيفةً ودفنوها في جوف الكعبة، وكان كاتب هذه الصحيفة هو أبو عبيدة بن الجراح، وهو الذي ذهب بها إلى مكة ودفنها في جوف الكعبة، قالوا: فأطلع اللهُ رسولَه ﷺ على مؤامرتهم، فقال لأبي عبيدة: «أنت أمين قوم من هذه الأمة على باطلهم». وتوجيه هذا القول: أن المتآمرين ائتمنوه على الصحيفة، وأودعوها عنده، وأرسلوه إلى مكة نائباً عنهم كي يتولى دفنها في جوف الكعبة، لذا سمي أمين قوم من هذه الأمة على باطلهم، وليس أمين الأمة بأسرها»، قال ذلك من الشيعة كل من: الفيض الكاشاني، وهاشم البحراني، ونور الله التستري، ونعمة الله الجزائري وغيرهم.
أكد هذه المزاعم هاشم معروف الحسني وهو شيعي معاصر، واستشهد على صحتها بكلام المستشرق هنري لامنس حيث يقول: «إن الحزب القرشي الذي يرأسه أبو بكر وعمر بن الخطاب وأبو عبيدة بن الجراح لم يكن وليد مفاجأة وارتجال، وإنما كان وليد مؤامرة سرية مجرمة حِيكت أصولُها، ورُتبت أطرافُها بإحكام وإتقان، وإن أبطال هذه المؤامرة أبو بكر وعمر بن الخطاب وأبو عبيدة بن الجراح، ومن أعضاء هذا الحزب عائشة وحفصة...».

## كتب ودراسات عنه
- أبو عبيدة بن الجراح، عبد الوهاب الأسواني،

## في السينما والتلفزيون
- 1958 : فيلم خالد بن الوليد عن قصة حياة خالد بن الوليد بطولة حسين صدقي وقام بدور «أبو عبيدة بن الجراح» عباس فارس.[109]
- 2006 و2007 : مسلسل خالد بن الوليد عن قصة حياة خالد بن الوليد. قام بدور «أبو عبيدة بن الجراح» باسم قهار في الجزء الأول،[110] وبيير داغر في الجزء الثاني.[111]
- 2010 : مسلسل القعقاع بن عمرو التميمي عن قصة حياة القعقاع بن عمرو التميمي بطولة سلوم حداد. قام بدور «أبو عبيدة بن الجراح» سهيل جباعي.[112]
- 2010 : مسلسل رايات الحق عن فترة حكم أبي بكر الصديق وعمر بن الخطاب. قام بدور «أبو عبيدة بن الجراح» غسان مسعود.[113]
- 2012 : مسلسل عمر عن قصة حياة عمر بن الخطاب بطولة سامر إسماعيل. قام بدور «أبو عبيدة بن الجراح» الممثل محمود خليلي.[114]

## الهوامش
1. ↑  السابقون إلى الإسلام: خديجة زوج النبي محمد، وزيد بن حارثة، وعلي بن أبي طالب، وأبو بكر الصديق، وعثمان بن عفان، والزبير بن العوام، وعبد الرحمن بن عوف، وسعد بن أبي وقاص، وطلحة بن عبيد الله، وهؤلاء تسعة، والقول إنهم ثمانية يُراد به من الرجال أو من الذكور.
2. ↑  هذه التقسيمات لا صلة لها بالتقسيمات السياسية التي نعرفها اليوم، وإنما هي تقسيمات خاصة بذلك الزمن، وهي تقسيمات عَرَضية، كانت تبدأ من الصحراء وتصل إلى البحر المتوسط، ففلسطين يدخل فيها جزء من الأردن اليوم، والأردن يدخل فيه جزء من فلسطين اليوم.
3. ↑  الواقوصة: الهوَّة في الأرض، حيث كان جيش الروم على مرتفع من الأرض تحيط بها الانحدارات.
4. ↑  بوقة: ذكرها ياقوت الحموي من قُرى أنطاكية، وقال ياقوت: إن هشام بن عبد الملك بنى حصن بوقة من عمل أنطاكية، ونسب إليها ياقوت عدداً من علماء الحديث، وهذا يعني أنها كانت عامرة.
5. ↑  قورس: قال ياقوت الحموي: مدينة أزلية قديمة وكورة من نواحي حلب، وهي الآن خراب (أيام ياقوت).
6. ↑  دُلُوك: قال ياقوت الحموي: بُلَيْدة من نواحي حلب بالعواصم.
7. ↑  رَعْبان: قال ياقوت الحموي: مدينة بالثغور بين حلب وسميساط قرب الفرات، معدودة في العواصم. وهي قلعة تحت جبل خرَّبتها الزلزلة سنة 340هـ فأمر سيف الدولة ببنائها.
8. ↑  قاصرين: قال ياقوت الحموي: بلد كان بقرب بالس.
9. ↑  سَرْغ (المُدورة حالياً): قال ياقوت الحموي: أول الحجاز وآخر الشام، وفيها لقي عمر بن الخطاب أبا عبيدة وأصحابَه فأخبروه أن الوباء قد وقع بالشام فرجع إلى المدينة.

### كتب
- أبو عبيدة بن الجراح: رجل السقيفة وفاتح بيت المقدس، وليد كساب، دار اليسر.
- عبقرية إنكار الذات: أبو عبيدة بن الجراح، رجائي عطية.

## وصلات خارجية
- أبو عبيدة بن الجراح، من كتاب سير أعلام النبلاء للذهبي.
- أبو عبيدة بن الجراح - موقع قصة الإسلام.
- سيدنا أبا عبيده بن الجراح - موسوعة النابلسي للعلوم الإسلامية.